# 마이클 잭슨
마이클 조셉 잭슨(영어: Michael Joseph Jackson, ONM, 1958년 8월 29일~2009년 6월 25일)은 미국의 싱어송라이터, 작곡가, 음악 프로듀서, 무용가, 배우이다. 팝의 황제라는 별칭으로 불리며, 20세기 대중문화의 상징적인 음악가로 여겨진다.
기네스 세계 기록에 가장 많은 상을 수상한 아티스트로 등재되었으며, 음악, 춤, 패션에 많은 공헌을 한 인물이다. 무대와 영상 퍼포먼스를 통해 이름붙인, 문워크와 복잡한 춤 동작을 대중화했다. 대중음악에서의 시각적 요소를 강조하며 음악 산업을 부각시켰다.
역사상 가장 성공한 음악가라는 기네스북 기록과 함께 마이클의 정규 앨범 《Thriller》는 6600만 장 이상의 판매를 올려 역사상 가장 많이 팔린 앨범으로 기네스북에 등재됐다. 총 39개의 기네스북 기록을 남겼으며 1970년대부터 2010년대까지 50년대 동안 꾸준히 빌보드 TOP 10 안에 든 유일한 가수로 그의 솔로 경력으로는 총 13개의 빌보드 1위 곡을 남겼으며 밴드 시절까지 합치면 17개의 빌보드 1위 곡을 남겼다. 또한 마이클은 로큰롤 명예의 전당에 두 번 헌액된 몇 안 되는 음악가 중 한 명이며, 그래미 어워드에서는 13개의 상과 35세의 나이로 살아있는 전설상을 수상했다. 작사/작곡 능력을 인정받아 2002년 작사/작곡가 명예의 전당에 헌액됐으며 춤에 끼친 공로를 인정받아 팝과 록을 겸비하는 뮤지션으로는 유일하게 미국 국립 무용수 명예의 전당에 헌액됐다. 또한 인종차별을 부숴 유색인들의 인권 신장을 이뤘다는 공로로 상을 받았다. 마이클의 음악은 시대를 앞서간 사운드로 구성되어 엔지니어들은 이에 상당한 영향을 받았다고 한다.
마이클의 외적 변화, 개인적 인간관계, 행동 등 사적인 부분은 많은 논란을 불러왔다. 1993년 아동 성추행 혐의로 민사소송을 당했고 법정 외 합의로 민사소송은 종결됐다. 형사 수사는 증거 부족으로 불기소 처분됐으며 마이클에게 민사소송을 건 이반 챈들러는 2009년 11월 5일 자택에서 자살했다. 2005년에도 아동 성추행 혐의에 연루돼 재판을 받았지만 모든 혐의에 대해 무죄 판결을 받았다. 이후 This Is It이라는 콘서트 시리즈를 통해 컴백을 준비하고 있던 중 2009년 6월 25일 프로포폴과 벤조디아제핀 중독으로 인한 심장마비로 인해 사망했다. LA 경찰은 잭슨의 주치의 콘래드 머레이를 살인 용의자로 지목했고, 머레이는 2급 살인죄로 2011년 9월 유죄 판결을 받는다. 잭슨의 죽음은 세계적인 주목을 받았으며, 추도식은 각국의 방송국을 통해 생중계되었다. 2010년에는 VH1 선정 대중음악 역사상 가장 충격적인 순간에 마이클의 사망이 1위에 올랐다.

## 생애

### 1958-1978:Jackson 5,The Jacksons, 유년기

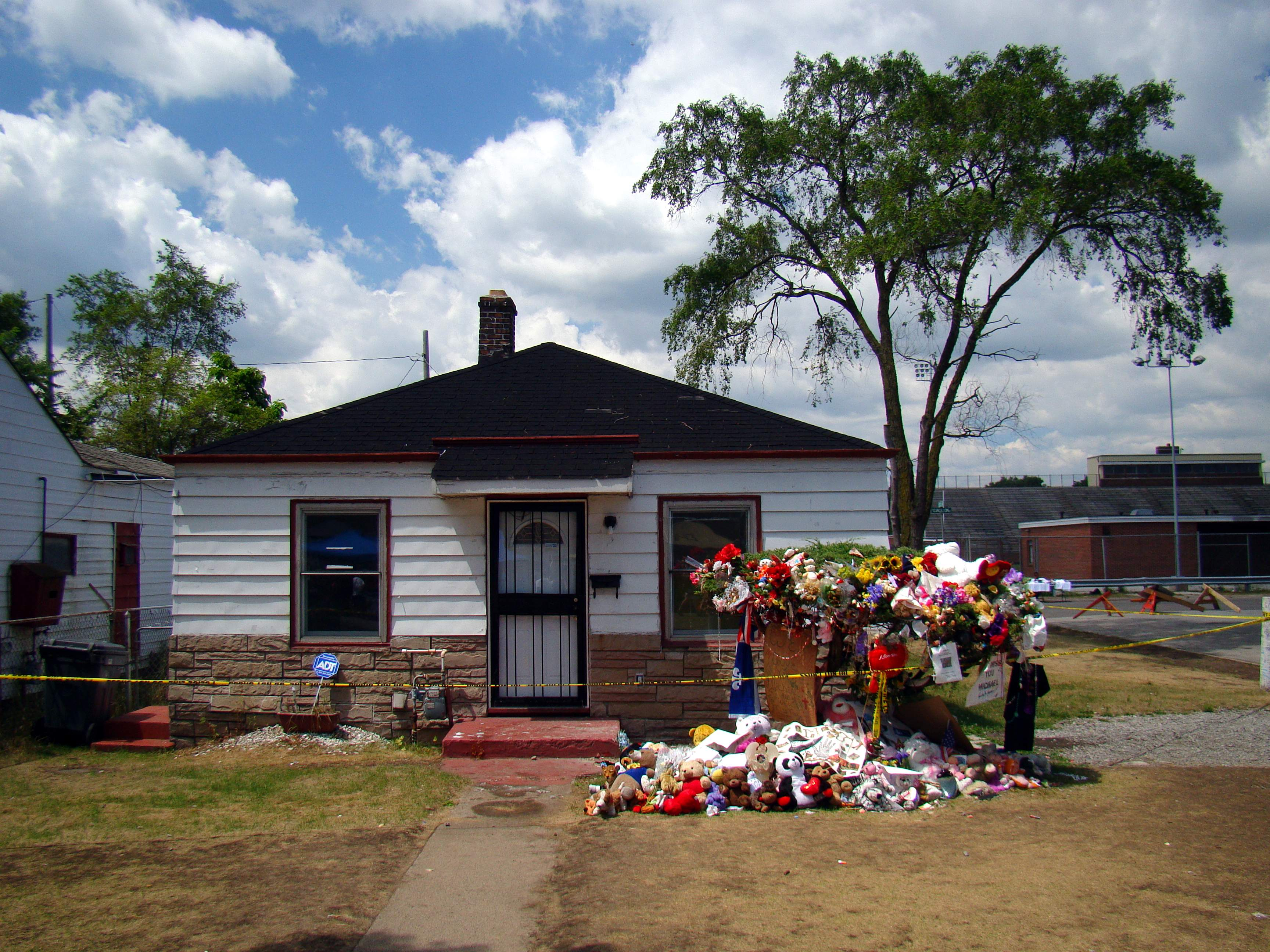
그의 유년 시절 미국 인디애나주 집

1958년 8월 29일 미국 인디애나주 개리에 있는 가난한 흑인 집에서 10남매 중 일곱째로 태어났다. 마이클의 어머니 캐서린 잭슨은 독실한 신앙인으로 여호와의 증인에 가입했으며 가정부로 일했다. 마이클의 아버지 조지프 잭슨은 철강 일을 하는 일용직 노동자였으며 개인적 취미로 친구들과 밴드를 결성했다가 해체했다. 마이클 잭슨은 아버지 조지프 잭슨과 관계가 좋지 못했다. 2003년 조지프 잭슨은 자신의 아들 마이클을 정기적으로 학대했음을 시인했다. 마이클 잭슨은 1993년 오프라 윈프리 쇼에 나와 유년 시절 고독을 느꼈다고 말했고 2003년에는 'Living With Michael Jackson'에 나와 아버지가 자신의 외모를 비하하여 이에 대해 큰 상처를 입었다고 말했다. 마이클은 아버지의 엄격한 훈련이 자신의 성공에 큰 영향을 미친 것을 인정했지만 그러한 학대는 육체적 감정적 고통이 됐다고 하소연했다.

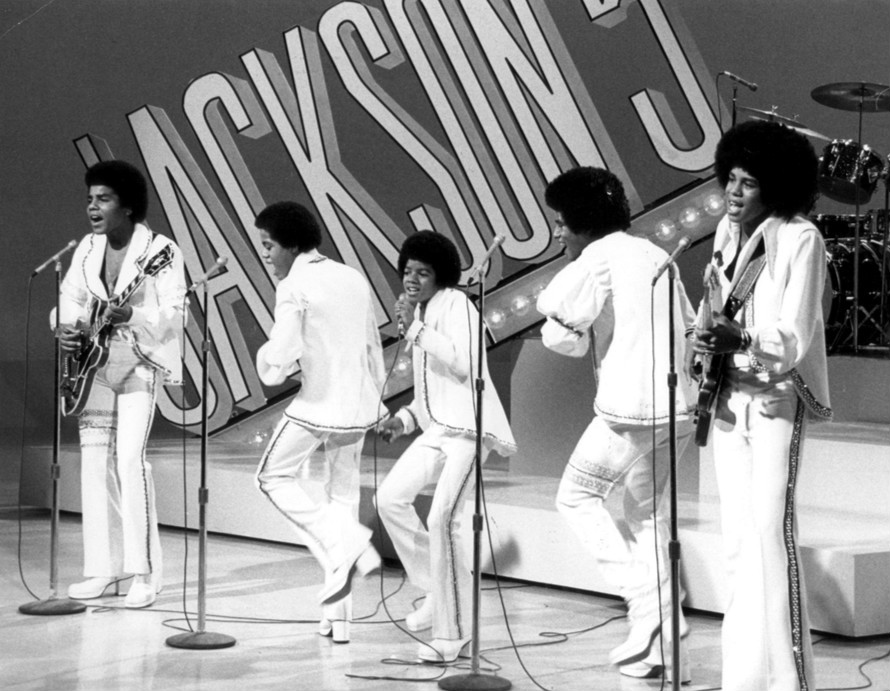
1972년 잭슨 파이브. 가운데가 마이클이다.

1963년 마이클은 아버지에 의해 형제 잭키, 티토, 저메인이 결성했던 잭슨 브라더스 밴드에 합류했다. 1965년 형 저메인과 함께 리드 보컬을 맡기 시작했고 밴드 이름을 잭슨 파이브로 바꿨다. 같은 해 메이저 지역 탤런트 쇼에서 제임스 브라운의 〈I Got You (I Feel Good)〉를 불러 우승했다. 잭슨 5는 스트립쇼와 클럽, 칵테일 라운지, 시 및 지역 강당과 고등학교 등에서 다양하게 공연을 했으며 1967년 8월 할렘의 아폴로 극장에서 아마추어로 콘서트 공연을 했다.
1969년 모타운 레코드와 계약하기 전 지역 레코드사인 스틸타운에서 〈Big Boy〉 등을 포함한 몇몇 노래를 녹음하면서 전문적으로 일하기 시작했다. 《롤링 스톤》은 어렸을 적 마이클을 "신동이다", "압도적인 음악적 재능을 지녔다", "가장 이목을 끌면서 빨리 알려진 리드 싱어"라고 묘사했으며 잭슨 파이브에 대해선 "흑인 비틀즈"라고 썼다. 처음으로 발매했던 네 장의 싱글 〈I Want You Back〉, 〈ABC〉, 〈The Love You Save〉, 〈I'll Be There〉은 빌보드 핫 100 차트 진입과 함께 모두 1위를 하는 기록을 세웠다. 잭슨 파이브는 "가장 발전한 크로스오버 흑인 음악가의 본보기"라고 불렸으며 이들은 지금까지도 미국 역사상 가장 위대한 보이밴드로 미국인들에게 인식되고 있다.
1972년 ~ 1975년 사이 잭슨은 "Got to Be There", "Ben", "Music&me", "Forever Michael" 네 장의 솔로 앨범을 발매했다. "Got to be there"는 앨범으로서 가장 큰 상업적 성공을 거뒀으며 "Ben"에서 발매한 싱글 〈Ben〉 은 빌보드 핫 100차트에서 1위를 기록했으며 마이클 잭슨의 유년 시절을 상징하는 곡으로 자리 잡았다.
1973년부터 잭슨 파이브와 모타운은 갈등을 겪었다. 잭슨 형제들은 모타운 사운드에 벗어나 다채로운 사운드를 제작하여 음악을 하기 바랐으며 작사/작곡의 자유가 부여되길 원했지만 모타운은 이를 거부했다. 또 잭슨 파이브의 인기가 감소하기 시작했다.
1975년 잭슨 파이브는 모타운과의 갈등을 해결하지 못하고 결국 모타운을 떠났다. 이후 CBS 레코드의 자회사 에픽 레코드와 계약한 뒤. 밴드 이름을 더 잭슨스(The Jacksons)로 바꿨다.
1976년 더 잭슨스는 에픽 레코드에서의 첫 앨범인 "The Jacksons"를 발매한다. 미국에서 53만 장이 판매됐으며 빌보드 앨범 차트에서 36위에 머물렀다. 마이클 잭슨은 앨범에서 "Blues Away"라는 노래를 단독으로 작사/작곡했고, 티토 잭슨과 함께 "Style of Life"를 작사/작곡했다. 1978년 발매한 "Destiny" 앨범에서 마이클 잭슨은 작사/작곡과 프로듀싱의 측면에서 자신의 영향력을 크게 확장해 나갔다. 그중에서 마이클이 형제 랜디 잭슨과 함께 작사/작곡/프로듀싱한 "Shake Your Body (Down to the Ground)"는 미국에서 싱글로 200만 장이 팔렸고 빌보드 차트에서 7위를 하는 기염을 토했고 1979년 발매한 "Triumph" 앨범의 9개의 수록곡 중 6곡의 수록곡에 마이클 잭슨이 작사/작곡/프로듀싱의 전 과정에 참여했으며 그중 "This Place Hotel"는 마이클 잭슨의 중요한 곡으로 자리 잡게 됐다. "Triumph" 앨범은 미국 빌보드 앨범 차트에서 10위를 했고 평론가들에게 큰 호평을 받았다.
1978년 감독 시드니 루멧의 《마법사》에서 허수아비 역으로 출연했다. 영화 작업을 하고 있던 중 영화에서 연주될 악보를 편집한 퀸시 존스와 만났고, 잭슨의 다음 솔로 앨범 《Off the Wall》을 같이 제작할 것을 약속했다.
퀸시는 처음 마이클을 만났을 때는 지나치게 내향적인 성격 때문에 성공에 대한 확신을 가지지 못했으나 프로젝트를 진행하며 마이클의 재능을 보게 되었고 "잭슨은 아티스트로서 모든 것을 갖추었다. 나는 프로젝트를 이끌고 나가는 데 익숙한 훈련교관인데 사실 마이클에게는 나 같은 역할이 그다지 필요하지 않다. 그는 두 곡의 리드 보컬 부분과 세 곡의 백 보컬 부분을 단 하루 만에 해냈다. 잭슨은 열심히 작업에 임했다. 대부분의 가수들은 이용료가 비싼 스튜디오에서 모든 것 (작사/작곡 등)을 해결하려 했는데 그것들은 나를 미치게 했다. 그것이 바로 우리 같은 프로듀서들이 잭슨을 원했던 이유이다. 그는 준비된 상태였으며 단 한 번의 세션에서 아주 많은 것을 마무리했다. 내게 충격을 줄 만큼 감동적이었다."라고 회고했다.

### 1979-1981:Off The Wall, 첫 성인 1집
1979년 프로듀서 퀸시 존스와 처음으로 함께한 앨범이자, 잭슨의 성인 커리어를 시작하는 앨범인《Off the Wall》을 발매했다. 빌보드 200에서는 3위를 기록했고 세계적으로 2,000만 장을 판매했다. 빌보드 핫 100 1위에 오른 〈Don't Stop 'til You Get Enough〉와 〈Rock with You〉를 포함해 〈Off the Wall〉, 〈She’s Out of My Life〉 총 네 장의 싱글을 10위권에 진입시켰다. 앨범은 많은 평론가들에게 세련된 디스코로 구성됐다며 호평과 인정을 받았다. 2003년에는 롤링 스톤이 선정한 역사상 가장 위대한 앨범 500위에서 68위를 차지했다. 2008년 《Off the Wall》 은 뛰어난 음악성을 인정받아 그래미 명예의 전당에 헌액된다.
1980년 마이클은 아메리칸 뮤직 어워드에서 가장 좋아하는 소울/알앤비 앨범, 가장 좋아하는 소울 알앤비 남자 아티스트, 가장 좋아하는 소울/알앤비 싱글 부문에서 수상하며 총 3관왕에 올랐다. 또 빌보드 연간 차트에서 탑 블랙 아티스트와 탑 블랙 앨범상을 받았고, 음악계의 아카데미로 불리는 그래미상에서는 〈Don't Stop 'Til You Get Enough〉로 최우수 남자 알앤비 보컬 퍼포먼스 상을 받았다. 그러나, 마이클은 그래미에서 상을 얻었지만 무척이나 실망했다고 자신의 자서전에서 밝혔는데 그 해 가장 많이 팔린 앨범 중 하나일 뿐만 아니라 평론가들에게도 찬사를 받았음에도 불구하고 상을 고작 하나만 받았기 때문이다. 나중에 안 사실에 의하면 업계에서도 그래미의 잭슨에 대한 대우에 놀랐다고 한다. 마이클은 1980년 음반 도매 수익의 37%를 가져갔다. 이는 당시 음악 업계에서 가장 높은 로열티였다. 마이클은 《Off the Wall》이 훨씬 더 큰 영향력을 줬어야 했다고 생각했고 다음 앨범은 기대를 뛰어넘는 것을 만들겠다고 결심했다.

### 1982-1985:Thriller, 문워크, 백악관 수상, 그래미 신기록
1982년 마이클 잭슨은 정규앨범 《Thriller》를 발매한다. 흑인은 흑인 음악을, 백인은 백인 음악을 할 당시에 인종이나 음악적 장르 구분을 완전히 무시하고 만들어진 이 앨범은 6600만 장 이상이 팔린 것으로 추정되며 이는 역사상 가장 많이 팔린 앨범이다. 기네스북에도 역사상 가장 많이 팔린 앨범으로 등재됐다. 대한민국의 경우 《Thriller》의 구체적 판매량은 조사된 적 없지만 1984년 3월 21일 자 동아일보 신문을 보면 음반시장이 좁아 라이선스 음반은 5천장만 팔려도 잘 나간다고 보는 우리나라에서도 스릴러는 5만 장이 팔렸다고 보도됐다. 앨범은 빌보드 200에서 37주 동안 1위를 차지했고, 발매된 7개의 싱글 'Billie Jean', 'Beat It', 'Thiller', 'The Girl Is Mine', 'Wanna Be Startin' 'Somethin', 'Human Nature', 'P.Y.T.(Pretty Young Thing)' 이 모두 빌보드 핫 100의 10위 안에 올랐으며 마이클 작사/작곡한 'Billie Jean'이 7주 동안 빌보드 핫 100에서 1위를 차지한 뒤, 'Beat it'이 정상을 차지했다. 한 가수의 곡이 1주일도 못돼 연속으로 차트 정상에 오른 경우는 비틀즈 이후 19년 만에 처음 있었던 일이다. 역시나 평론가들에게 인정을 받았으며 《National Association of Recording Merchandisers》이 선정한 역사상 가장 위대한 앨범 3위를 차지했다. 《Thriller》앨범은 그 중요성이 인정되어 국립 음반 기록소에 등재됐다. 2008년에는 그래미 어워드 명예의 전당에 헌액된다.
《Thriller》는 MTV의 장벽을 무너뜨린 라는 데서 큰 의미를 갖는다. MTV는 1981년 8월 개국하였는데 MTV의 영향력을 행사하는 밥 피트먼은 방송의 구성을 로큰롤에만 제한했고, 당시만 해도 로큰롤은 백인들의 음악으로 결국 대부분의 흑인 가수들이 배제되는 상황이 초래됐다. 또 MTV는 로큰롤을 핑계로 흑인 가수들의 방송 출연을 거의 불허했으며 MTV 개국 직후 뮤직비디오 750개 중 흑인 가수들의 노래는 40개가 채 되지 않았다. 흑인들은 이러한 MTV에 대해 인종차별주의라고 비난했다. 마이클의 뮤직비디오가 제작되고 CBS는 Billie Jean 뮤직비디오를 MTV에게 제공하였는데 MTV는 거절했다. 그러자 CBS는 'Beat it' 뮤직비디오 영상을 제공하며 방영하지 않을 경우 다른 가수들의 모든 뮤직비디오를 빼버리겠으며 흑인 가수라는 이유로 방송을 불허한다는 MTV의 입장을 언론에 폭로하겠다고 통지했다. MTV에서 방영되는 가수들의 대다수는 CBS 소속이었고 CBS가 빼버리면 MTV의 앞날이 위험해진다. MTV는 결국 CBS의 뜻을 받아들여 마이클의 뮤직비디오를 방영했다. 이 사건 이후 흑인 가수들의 돌파구가 생겨났다. 바브 슬레이드 Kiss FM 뉴스 국장은 "그 이후 나온 흑인 가수들은 마이클 잭슨 덕분에 MTV에 자연스럽게 비디오가 나갈 수 있었습니다. 마이클의 후광 효과를 본 거죠."라고 말했다.
마이클의 영향력은 MTV에서만 통한 것이 아니다. MTV 말고도 많은 라디오들과 방송국들의 인종차별적 프로그램 정책을 돌파해냈다. 《Thriller》는 젊은 백인 청취자들의 취향에 맞추는 록 비디오 방송국들과 흑인 청취자들에게 어필하는 어반 댄스 음악 방송국에서도 틀어졌는데 《Thriller》전에는 매우 소수의 뮤지션들만이 이 미묘한 인종 간의 경계를 넘을 수 있었다. 이와 비슷한 일은 케이블 텔레비전에도 일어났다. 흑인 가수들이 거의 나오지 않는 데서도 잭슨의 영상들은 방영되었다. 흑인 가수들의 음악을 거의 안 튼다고 봐도 될 정도였던 Album Oriented Rock 계열의 라디오 방송국들에서도 마이클의 노래와 영상은 방영됐다. 인종 간의 경계를 넘나드는 대 변화를 일으킨 것이다.
영향력은 음반 업계에도 미쳤다. 70년대 후반에 등장한 카세트 테이프 레코더 등의 이유로 음반업계는 장기불황이었고 레코드 가게는 계속해서 망해갔다. 그러나 마이클의 음반만큼은 엄청나게 팔려나갔다. 그의 《Thriller》는 이러한 음반업계의 불황을 막는데 상당한 기여를 했다. 사람들이 마이클의 음반을 사기 위해 가게로 몰리고 다른 가수들의 음반까지 사간 것이다. 레코드 판매 최고 호황인 78년의 총 판매수입이 41억 달러였는데 마이클은 3천만 장 이상을 팔아치우며 78년 한 해의 모든 레코드의 판매수입을 합친 것보다 더 많은 수입을 거뒀다. A&M 레코드 사장 길 프리슨은 당시 "전체 음반산업은 잭슨의 성공으로 한몫을 봤다"라고 말했다.《Thriller》 발매 당시 음반업계의 불황으로 인해 마이클은 큰 고심을 겪었다. 마이클과 함께 앨범 제작에 협력한 사람들이 마이클에게 200만 장만 팔려도 요즘 음반시장에선 잘 팔린 것이라고 하자 마이클은 불같이 화를 내며 다 같이 열심히 만들었는데 왜 그런 말을 하는 것이냐고 앨범을 발매하지 않으려고 했다고 한다. 그러나, CBS 레코드 사장이 이 같은 소식을 듣고 마이클에게 전화로 위로를 하여 앨범 발매를 하기로 결정했다.
1983년 모타운 레코드 25주년 공연에서 잭슨은 'Billie jean'을 댄스로 선보였다. 마이클의 트레이드 마크 춤 중 하나인 문워크를 처음으로 대중 앞에서 선보인 공연이었다. 이 공연은 지난 50년간 미국인들이 다시 보고 싶어 하는 순간 7위로 뽑혔다. 역사상 가장 위대하다고 평가받는 뮤직비디오인 Thriller (노래)는 11월 공개됐으며 14분짜리 대작으로, 그 문화적 가치를 인정받았으며 현재 미국 국회 산하 Library of Congress National Registry에 보관된 유일한 뮤직비디오이다. 마이클의 대중적 인기와 매력이 상업에 도움이 된다고 판단한 펩시콜라는 유명인과 관련된 업계의 계약 기록을 깨고 마이클과 500만 달러의 광고 계약을 체결했다.
1984년 1월 27일 마이클은 펩시콜라의 CF 광고를 촬영하는 도중 사고로 인하여 2도 이상의 화상을 입어 수술을 했다. 마이클은 화상사고 책임 주체인 펩시에게 150만 달러를 받아 합의를 했다. 마이클은 화상 치료센터에 합의금 150만 달러를 기부했다. 2월 28일 음악계에서 가장 권위 높으며 음악계의 아카데미라 불리는 시상식인 그래미 어워드에서 12개 부문 후보로 올라 8개의 상을 휩쓸어 최다 부문 후보, 최다 수상이라는 기록을 세웠다. 미국의 시사 주간지 "타임"은 잭슨이 흑인을 다시 음악의 주류로 올려놨다고 평가했다. 아프리카까지도 마이클의 유명세가 떨쳤으며 일본을 비롯하여 한국에서도 마이클 따라 하기가 하나의 사회적 현상이 됐다. 이 해 낸시 레이건 영부인의 반마약 운동인 "Just say no" 캠페인에 자신의 자작 히트곡인 'Beat it'의 음을 빌려준 대가로 5월 14일에는 백악관에서 당시 대통령이었던 로널드 레이건 대통령에게 초청을 받아 공개적으로 감사 인사와 상을 받았다. 한편 'Thriller'를 내걸고 공식 솔로 투어를 한 것은 아니지만 그 해 발매한 더 잭슨스의 'Victory'앨범의 제목을 빌려 그의 형제들과 'Victory Tour'를 개최했다. 그러나 형제들이 상당히 사행성적인 방법으로 티켓을 판매하자 마이클 잭슨에게 비판의 화살이 돌아갔고 마이클은 기자회견을 열어 티켓 판매 방식을 바꿀 것임과 약 3백-5백만 달러의 자신의 공연 수익 몫을 기부하겠다고 선언했다. 또 마이클 잭슨은 더 이상 형제들과의 공연을 원하지 않았고 마지막 공연 당시 "이번 공연이 그의 형제들과 마지막입니다"라고 공연 끝 말미에 관중들에게 말했다.
1985년 'We Are The World'라는 아프리카 기아들을 도와주기 위한 대형 프로젝트에 주도적으로 참여한다. 라이오넬 리치와 공동으로 작사/작곡하였으며 퀸시 존스가 프로듀싱한 이 곡은 싱글로 발매돼 1400만 장 이상이 팔려나갔으며 빌보드 핫 100 싱글 차트에서 1위를 차지했다. 이 해 8월 10일에는 비틀즈의 레논-매카트니 카탈로그와 유명 가수들의 저작권을 포함하여 4000여 곡을 소유하고 있는 ATV 출판사에 대한 잭슨의 구매가 완료됐다. 마이클 잭슨은 1980년대 초 폴 매카트니와 음악적으로 교류를 했는데 매카트니는 당시까지만 해도 저작권의 중요성이 크지 않은 점을 지적하며 마이클에게 음악 사업이 돈이 될 것이라고 말했다. 마이클은 이 말에 호기심을 갖고 자신의 매니저 존 브랑카를 시켜 몇몇 유명 곡들의 카탈로그와 저작권을 구매했는데 1984년 ATV 출판사에 대한 소유권을 가진 부유한 호주의 투자자가 시장에 판매를 하겠다고 선언했다. 매카트니는 요노 요코와 각각 1000만 달러를 내고 2000만 달러에 ATV를 구매하길 원했지만 요노 요코는 거절했고 마이클 잭슨은 여러 부동산 부유층들과의 경쟁 끝에 4750만 달러의 ATV를 사들였다.

### 1986-1990:Bad, 언론들의 거짓 보도, King of Pop

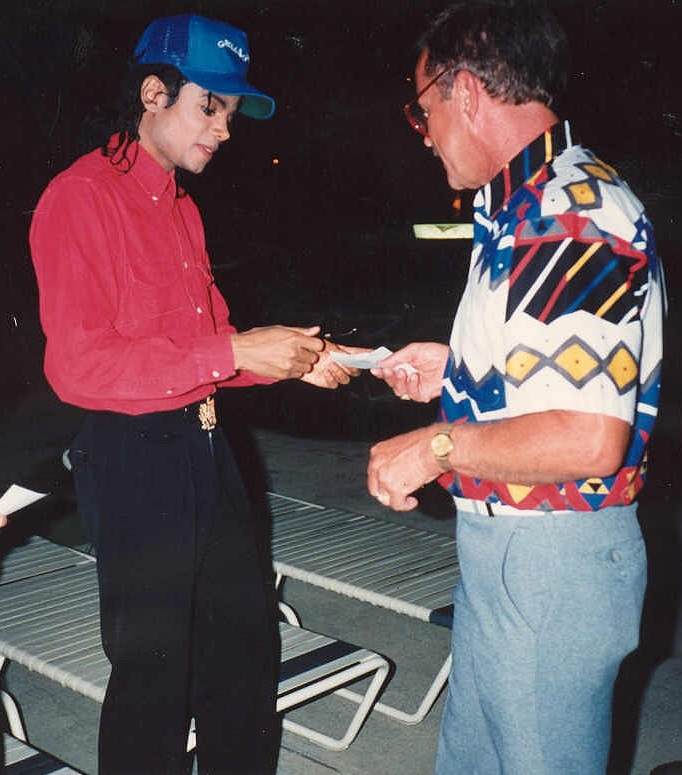
1988년 백반증으로 인해 얼굴이 하얘진 잭슨의 초기 모습

1986년 타블로이드 언론들은 잭슨이 노화를 늦추기 위하여 고압 산소 체임버에 자고 있다며 산소 체임버에 누워 있는 마이클을 찍은 사진과 함께 보도했다. 이 말도 안 되는 이야기는 미국 주요 언론들의 헤드라인을 장식했다. 이 보도는 마이클의 자작극이었다. 화상 사고 이후 들린 화상 치료자 전문 센터에서 한 산소 체임버를 본 마이클은 동행한 의사에게 지금은 이론적인 이야기이지만 후에는 가능할 것이라며 여기서 자면 노화도 늦출 수 있을 거라는 말을 듣는다. 흥미를 느낀 마이클은 체임버 안에서 한 장의 사진을 찍고 그동안 사이가 안 좋았던 언론을 자신이 통제할 수 있는지와 자기 자신을 현실과 분리시켜 홍보하려는 목적으로 잭슨이 노화를 늦추기 위해 산소 체임버 안에서 자고 있다며 매니저 딜레오를 시켜 거짓 정보를 언론에게 흘렸다. 이후에도 마이클은 수차례 같은 행동을 하였는데 타블로이드 언론에선 마이클이 이상하다며 'Wacko Jacko'라는 별명을 붙인다. 이는 '미친, 기괴한, 괴짜 잭슨'이라는 뜻으로 타블로이드 언론들은 잭슨을 'Jackson'으로 칭하지 않고 'Jacko'로 칭하기 시작했다. 잭슨은 'Wacko Jacko'라는 별명을 무척이나 싫어했으며 그러한 말을 쓰지 말고 'Jackson'이라 불러달라고 말했다. 또 그가 침팬지를 애완용 동물로 키우려는 것도 일반인들에게는 이상한 행위로 보였으며 점점 현실과 분리된 존재로 보이기 시작했다.
타블로이드 언론들은 70년대 <마이클 잭슨이 성전환 수술을 받고 남자 가수랑 결혼을 하려 한다.>는 거짓 소문을 퍼뜨려 큰 이미지 타격을 입힌 적이 있다. 이뿐이 아니다, 마이클이 <Off the Wall>,<Thriller>로 큰 성공을 거두게 된 후에는 타블로이드 언론은 이전보다 더 근거 없는 기사로 마이클의 이미지에 타격을 줬다. 이에 마이클 잭슨 측은 1984년 9월 공개적으로 언론들의 루머에 대해 반박 성명을 발표한 적이 있다. 그러나 언론들은 이전보다 훨씬 더 자극적이고 허황된 내용의 기사들을 보도했다. 이로 인해 생긴 언론에 대한 불신감 때문에 마이클은 긴 기간 동안 인터뷰를 거의 하지 않았다. 언론에서는 은둔자적인 팝스타라고 묘사했다.
또한 이때 마이클의 피부색은 급격하기 바뀌기 시작한다. 이러한 피부색의 변화는 백반증이라는 질병에 의한 것이었으나 수많은 언론들은 그가 백인이 되고 싶어 한다는 사실이 아닌 내용들을 보도하여 마이클을 더욱 괴롭혔다.
1987년 마이클 잭슨은 정규 앨범 《Bad》를 발매했다. 빌보드 200에서 1위를 차지했으며 5개의 싱글이 빌보드 핫 100에서 1위를 차지했다. 이는 하나의 앨범에서 가장 많은 빌보드 1위 곡이 나온 신기록이었다. 총 판매량은 3200만 장 이상으로 추정되며 역사상 10번째로 가장 많이 팔린 앨범이다. 전작 《Thriller》에는 미치지는 못했지만 다수의 평론가들에게 좋은 반응을 얻었다. 5점 만점 중 올 뮤직 가이드에서는 4.5점을 《큐 매거진》에서는 만점을 받았으며 롤링 스톤에서는 4점을 줬다. 뉴욕타임즈에서는 'favorable'로 평가받았다. USA투데이는 "Thriller 이후로 사람들을 춤추게 하는 최고의 패키지", 워싱턴 포스트는 "그의 명성을 손상시키진 않을 것이다." 라고 평가했다. VH1과 MTV가 선정한 역사상 가장 위대한 앨범으로는 43위에 선정됐다. 'Bad'는 발매 5개월 만에 1100만 장이 팔려 1987년 한 해 동안 가장 많이 팔린 앨범으로 조사됐다. 그러나, 앨범의 대성공과는 별개로 다음 해 열린 그래미에선 한 개의 상도 수상하지 못했다. 'Bad'로 인해 마이클은 단 2개의 음반으로 80년대 가장 많은 음반을 팔았으며 80년대 가장 성공한 가수로서의 입지를 공고화했다. 전작들과는 달리 모든 노래의 프로듀서에 참여하였으며 11곡 중 9개의 곡을 혼자서 만들어 아티스트로의 면모도 확고히 했다.
마이클의 첫 솔로 투어인 Bad Tour가 일본을 처음으로 시작됐다. 총 123회 공연 440만 명을 동원하는 큰 성공을 이뤘으며 영국에서 가장 많은 인원을 수용할 수 있는 구장인 웸블리 구장에서 7회 연속 매진이라는 신기록을 세워 50만 4천 명의 관객들을 불러왔다. 공연 도중 관객들이 기절하고 부상당하는 사태가 보고되어 안전상의 논란이 빚어지기도 했다. 일본에서는 암표가 논란이 됐다. 6,500엔의 좌석을 구매하여 11만 엔에 다시 팔며 총 150만 엔을 번 암표상이 체포됐다.

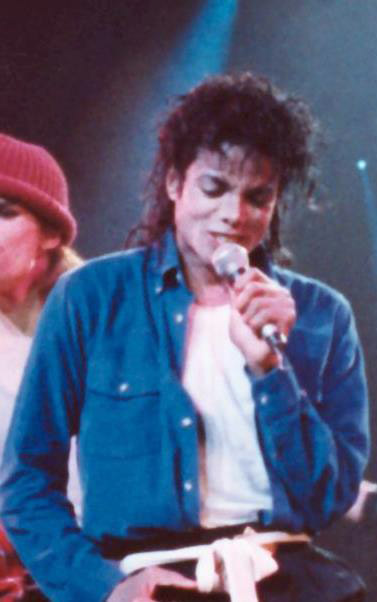
"The Way You Make Me Feel"을 공연하는 마이클

1988년 첫 자서전 'Moon Walk'를 출판했다. 이 책은 4년 동안 모두 200만 권 넘게 팔렸고 뉴욕 타임즈에 베스트셀러로 등극했다. 같은 해 3월, 캘리포니아주 'Santa Ynez'에 17억을 들여, 약 330만 5340평에 달하는 자신의 집인 네버랜드를 건립했다. 네버랜드에는 놀이동산과 동물원 영화관이 설치됐다. 얼마 후 그는 소련의 텔레비전 광고에 출연한 최초의 서방 연예인이 됐다.
1989년 마이클의 친한 친구이자 영화배우인 엘리자베스 테일러는 소울 트레인 시상식에서 마이클을 'King Of Pop Rock Soul'이라고 칭했는데, 이는 대중화되어 마이클의 별명이 'King Of Pop (팝의 황제)' 이 된다. 미국의 대통령인 조지 H. W. 부시는 마이클을 백악관으로 초청하여 세기의 아티스트상을 수여했다.

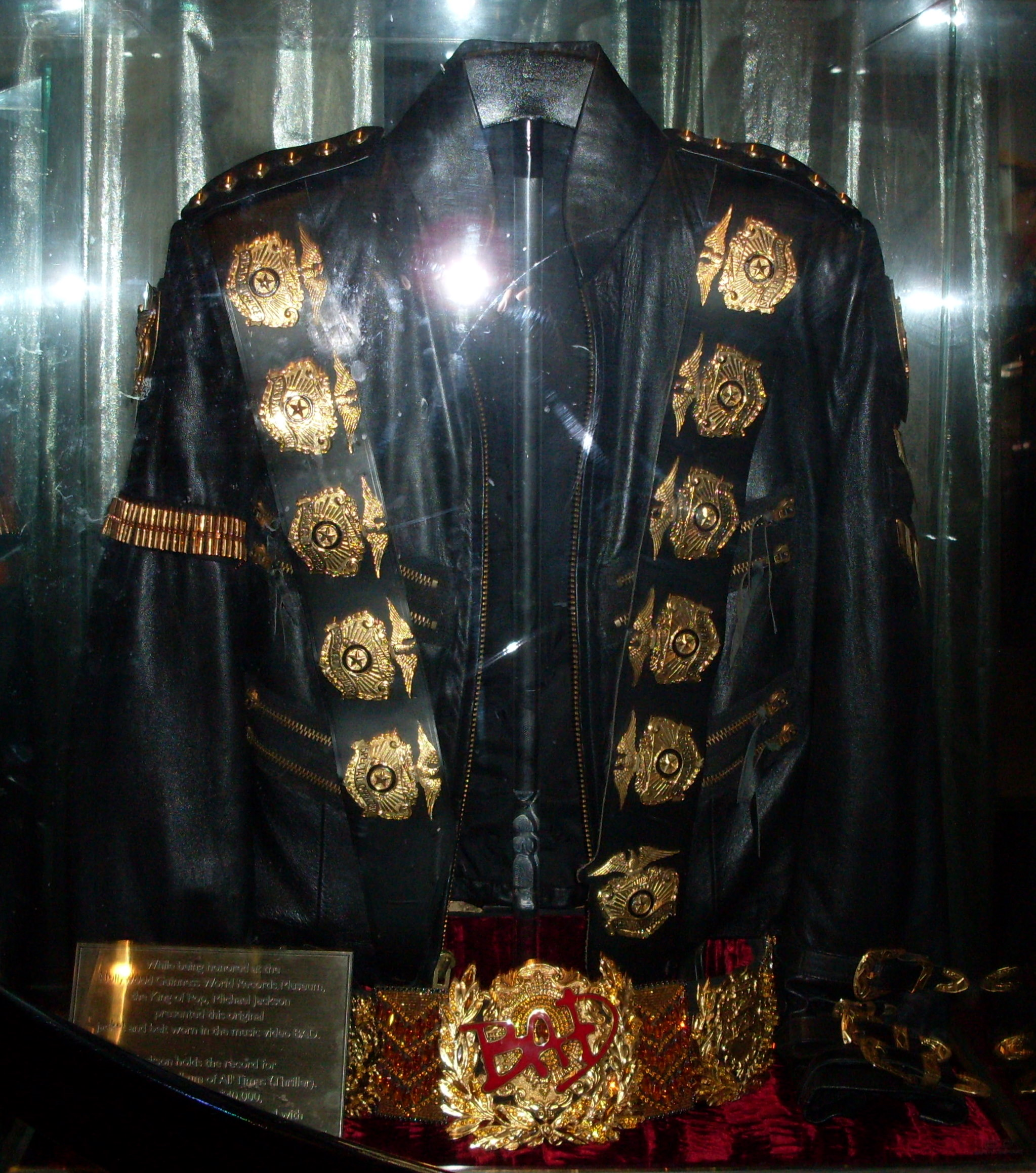
잭슨이 'Bad'로 활동할 때 입었던 황금 군복 옷

1990년 당시 슈퍼스타들의 평균 로열티는 12%였는데 마이클은 41%의 로열티를 지급받았다. Sammy Davis Jr.'s의 60번째 생일 축하를 기념하기 위한 공연에 참가하여 "You Were There"를 라이브로 불렀으며 'Man in the mirror'로 얻은 수익금을 자선단체에 기부했다.

### 1991-1993:Dangerous, 슈퍼볼, 전설상 수상
1991년 3월 마이클은 소니와 6500만 달러의 재계약을 체결했다. 이는 기존 닐 다이아몬드의 기록을 경신한 것이다. 11월 마이클 잭슨은 퀸시 존스와 헤어지고 테디 라일리라는 새 프로듀서와 함께 작업해 정규앨범 《Dangerous》를 발매했다. 3000만 장 이상이 팔린 것으로 추정되며 역사상 가장 많이 팔린 앨범 16위라는 기록을 세웠다. 1991년 기준으로 영국 역사상 가장 빨리 많이 팔린 앨범이기도 하다. 빌보드 200에서 4주 동안 1위를 차지했다. 인종 화합 메시지를 담은 첫 싱글인 'Black Or White'는 7주 동안 빌보드 차트에서 1위를 했다. 대다수 평론가들에게도 좋은 반응을 얻었다. Robert Christgau는 "'Off the wall' 이후 가장 일관성 있는 앨범이며 'Bad'이후로 가장 선명하다."라고 썼다. 《Dangerous》는 다시 잭슨 붐을 일으켰다. 1993년 대한민국 어린이들이 가장 좋아하는 외국인으로 1위에 뽑히기도 했다.
1992년 《Dangerous》는 전 세계에서 연간 가장 많이 팔린 앨범으로 조사됐다. 싱글 'Black Or White'는 빌보드 뮤직 어워드에서 세계적인 올해의 싱글 베스트셀러를 수상했다. 싱글 'Heal the World'는 영국과 유럽에서 상당한 인기를 끌었다. 영국에선 40만 장의 싱글이 팔렸으며 차트에서 2주 동안 2위를 차지했다. 대다수의 유럽 국가에서도 5위 안에 들었다. 그래미 어워드에서는 최우수 보컬 퍼포먼스 등 여러 상에 후보로 올랐고 최우수 엔지니어 앨범상을 수상했다.
마이클은 'Heal The World Foundation'라는 자선단체를 설립했다. 자선기부, 전쟁으로 인한 피해 지역, 불치병에 걸린 사람 치료로 목적을 두었다. 이런 선행을 인정받아 백악관에서 부시 대통령에게 상을 받았다. 마이클은 곧 그의 친밀한 측면을 드러내기 위한 그의 두 번째 책인 "Dancing the Drime"을 발매했다. 6월 27일부터는 'Dangerous World Tour'를 진행했다. 투어는 소련과 동구권 공산주의 국가의 붕괴로 동구권 국가에서도 진행될 수 있었다. 마이클은 러시아 모스크바에서도 공연을 개최하였는데 러시아의 라디오 PD인 블라디미르 이바넨코는 CNN에 나와 마이클 잭슨의 공연은 러시아 사람들에게 충격 그 자체였으며 잭슨은 우리들에게는 별(미국)의 제왕이었다고 말했다. 마이클의 동구권 국가 공연은 서방이 몇십 년 동안 못 했던 일을 해냈다는 평가를 받았다. 투어는 70회 공연 총 350만 명의 관객들을 불러왔다. Dangerous World Tour의 라이브 동영상인 1992년 루마니아 부카레스트 공연은 'HBO'라는 미국의 케이블 채널에서 2000만 달러에 구매하여 방영했다. 시청률이 21.4%로 미국 케이블 TV 역사상 가장 높은 시청률 중 하나가 됐다. 루마니아 부카레스트 공연은 7만 명의 관중들이 모였고, 관중들이 비명을 질러대는 바람에 고막이 파열돼 수술해야 할 사람들과 실신하는 사람이 넘쳤다고 한다. 마이클은 나흘 동안 국빈에 가까운 대접을 받았고 고아원을 방문할 때는 대통령이 직접 안내했다. 공연 사흘 후 있던 대통령 선거의 투표율이 낮았던 이유가 유권자들이 '잭슨 증후군'에서 벗어나지 못한 거라고 할 정도이니 동유럽에서 마이클의 인기를 짐작게 한다.
AIDS에 걸린 유명 환자인 라이언 화이트의 죽음과 당시 사회적으로 이슈가 된 'HIV/AIDS' 연구를 위해 돈을 지원했으며 빌 클린턴은 마이클의 자선 행위를 인정했다. 마이클 잭슨은 빌 클린턴의 취임 갈라쇼에서 'Gone too soon'을 라이브로 불렀으며 'Heal the World' 퍼포먼스를 선보였다. 마이클 잭슨은 가봉과 이집트 등의 아프리카 국가를 방문했는데 그의 첫 번째 방문지였던 가봉에서는 10만 명 이상의 인파들이 모였고 그들 중 일부는 "Welcome Home Michael" 피켓을 들고 인사했다. 1992년 2월 가봉 메리트 훈장을 받았다. 코르디부아르의 방문에서 황금 왕좌에 앉아 프랑스어와 영어로 된 공식 문서에 서명했다. 추장은 마이클 잭슨을 "King"으로 선포했다.
1993년 1월 31일에는 미국에서 가장 인기 많은 스포츠인 미식축구의 슈퍼볼 하프타임쇼에 나와 공연을 선보였다. 미식축구협회인 NFL은 슈퍼볼의 시청률 하락으로 많은 고심을 했는데 1993년 경기 중간에 마이클이 공연을 함으로 시청률을 올리기로 계획을 세웠다. 하프타임쇼의 시청률은 1992년 보다 8.6%나 높아졌으며 이후 하프타임에는 유명 가수들이 나와 공연을 하는 문화가 자리 잡게 됐다. 2월 10일에는 오프라 윈프리 쇼에 나와 인터뷰를 했다. 전 세계에서 9,000만 명, 미국에서는 6,000만 명이 시청했는데 시청률은 47.9%로 미국 역사상 가장 시청률 높았던 TV프로그램 8위를 기록했으며 TV 토크쇼로 한정한다면 역대 1위다. 로스앤젤레스에서 35세의 나이로 '살아있는 전설상'을 그래미 어워드에서 수상했다.

### 1993-1994: 1번째 성추행 사건과 1번째 결혼
1993년 여름에 발생한 13세 남자 성추행 혐의는 마이클의 상업적 매력과 음악적 명예, 대중적 이미지를 크게 손상시켰다. 마이클을 후원하던 펩시는 협력 관계를 종료했으며 모든 홍보 활동을 중단했다. 이에 마이클의 팬들은 펩시 보이콧으로 불만을 표시했다.
마이클이 자신의 아들을 성추행했다며 이반 챈들러가 민사소송을 건 것인데 이들의 관계는 1992년 시작됐다. 1992년 마이클의 차가 도로 한복판에서 고장이 났다. 마이클이 차 고장으로 인해 쩔쩔매는 모습을 본 근처 카센터 직원은 그것을 사장 데이비 슈워츠에게 알렸다. 데이비 슈워츠는 훗날 마이클이 자신을 성추행 했다며 주장한 조단 챈들러의 의붓아버지이자 조단 챈들러의 친어머니인 준과 재혼한 사람이다. 슈워츠는 당시 아내 준과 사이가 좋지 않았다. 그런데 의붓아들 조단 챈들러가 열렬한 잭슨의 팬이었고(조단은 마이클이 펩시 CF 광고를 촬영하던 도중 화상으로 병원에 입원하게 되자 편지를 써서 빠른 쾌유를 빌기도 했다.) 슈워츠는 조단을 이용하면 다시 사이가 좋아지지 않을까 마이클에게 접근했다. 마이클에게 차를 렌트해 주는 조건으로 자기 아들과 놀아달라고 부탁했다. 마이클은 부탁을 수락했고 조단과 그리고 조단의 어머니인 준 그리고 조단의 동생인 릴리까지 포함하여 네버랜드와 호텔 등에서 함께 놀았다. 이들의 사이는 급격하게 좋아졌는데 한 타블로이드 언론에서 정보를 입수하고 마이클 잭슨의 새 가족이라는 특종으로 보도하기까지 했다. 한편 이혼한 남편 이반 챈들러는 이러한 마이클과 소년의 우정에 질투를 느끼게 되고 마이클을 직접 대면했다. 이반 챈들러는 마이클을 대면하고 나고선 마이클에 대한 악감정이 풀렸고 이반과 마이클의 사이도 급속도로 가깝게 된다. 마이클은 이반을 최고의 아버지라고 칭찬했으며 이반은 마이클에게 아예 우리 집 옆에 집을 지어 조단과 가까이 지내는 게 어떠냐고 제의를 했다. 그러나 이들의 사이가 급격히 나빠지기 시작한 건 조단이 마이클과 함께 있고 싶다고 학교 친구들과 놀지도 않으며 마이클에게만 붙어 있으려 한 시점부터다. (이반의 재정 상황에 대해 이해할 필요가 있다. 이반은 치과 의사였지만 이혼으로 인해 위자료 6억 원을 주며 시나리오 작가로서의 야망 때문에 거액이 필요했던 시점이다. 이반은 준에게 조단의 양육비를 줘야 하지만 줄 능력이 없는 상태였다.)
이반 챈들러는 마이클과 사이가 안 좋아지자 악덕 변호사로 유명한 베리 로스에게 찾아갔다. 베리 로스는 마이클 측에게 조단이 성추행을 당했다며 2000만 달러의 합의금을 제시했다. 그들이 증거로 내세운 것은 조단의 녹음이었는데 조단은 처음에는 마이클을 열렬히 좋아했고 따랐으며 성추행을 당했다고 한 적이 없다. 이는 마이클의 사립 탐정이었던 앤서니 펠리카노에 조사에서도 추가 확인된다. 그러나, 이반이 한 정신과 의사에게 조단을 데려가고 마취 전문의가 있어야만 투입할 수 있는 최면 진정제를 투입한 뒤부터는 조단의 말이 바뀌기 시작했다. 마이클이 자신을 성추행 했다는 것이다. 문제는 이때 사용된 최면 진정제 'AMYTAL SODIUM'은 상당한 부작용으로 인해 비판이 심각하다. 이 약을 투여하게 되면 의식이 몽롱해지고 상대방의 말에 거역할 수 없는 상태가 된다. 또한 이 약을 사용하여 거짓 기억을 심어주는 것이 얼마나 쉬운지 미국 워싱턴 대학 등에서 실험이 진행되고 입증이 되기도 했다.

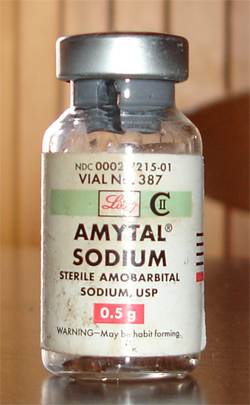
조단의 진술을 받아내는데 사용된 'AMYTAL SODIUM'

이때는 언론에 보도가 되지 않았으며, 이반 측과 마이클 측만 이 사실을 알고 있던 상태였다. 마이클은 이반 측의 합의 제안을 거절했다. 1993년 7월 2일 조단의 의붓아버지인 데이비 슈워츠는 이반이 왜 이러는지 이해할 수 없어 전화를 했고 전화의 녹음본이 공개됐는데 이반은 데이비 슈워츠에게 "일이 잘 되면 나는 대박일거야. 나는 내가 원하는 대로 모든 것을 얻을 것이고 마이클 잭슨은 영원히 파괴될 것"이라고 말했다.
이반은 마이클에게 민사소송을 걸었고, 아동복지국은 자체적으로 형사 수사에 착수한다. 네버랜드가 압수수색 되자 언론에서는 이러한 사건을 처음 알게 됐고 마이클을 향해 끊임없는 비난을 쏟았다. 준은 형사 조사에서 마이클은 성추행을 하지 않았을 것이라며 말했다. 12월 마이클 잭슨은 검찰에게 몸수색을 당한다. 검찰은 마이클 잭슨의 성기 사진을 찍어, 조단 챈들러가 증언하는 마이클의 성기 모양과 일치하는지 확인하려 했는데 일치하지 않았다고 로이터 통신과 USA투데이가 보도했다. 마이클은 자신은 결코 죄가 없다며 결백을 호소했고 무죄 추정의 원칙을 주장했다. 그러나 극심한 스트레스와 진통제 중독 그리고 변호사들이 마이클이 결백하더라도 백인 중상류층 보수 지역인 산타바바라에서 승리를 장담할 수 없다며 합의를 권유하여 1500만 달러에 민사소송 사건을 합의한다. 일부는 합의를 혐의를 인정하는 것으로 생각하지만 합의안 내용을 보면 마이클은 성추행 혐의를 인정하지 않았다. 민사 소송 문제는 해결됐다. 검찰청 검사 'Gil Garcetti'는 민사소송 합의가 형사 수사 건에 영향을 줄 수 없다고 말했다. 증거의 부족으로 1994년 9월 22일 조사를 중단했으며 경찰이 제시하는 증거들은 잭슨을 기소하기에는 충분한 설득력이 없었고 이로 인해 형사 수사는 불기소 처분으로 종결됐다.
2005년 이반 챈들러는 아들 조단 챈들러의 눈에 스프레이와 후추를 뿌리며 실명을 시도했다. 또한 질식 행위로 죽이려고 한 충격적인 사실이 확인됐다. 조단은 법정에다 이반에 대한 접근금지 명령 신청을 했고 법원은 받아들였다. 이반 챈들러는 마이클이 죽은 지 5개월 후인 2009년 11월 5일 권총으로 자살을 하며 생을 끝마쳤다. 또한, LA DCFS(로스엔젤레스 아동복지국)가 당시 마이클의 사건을 조사한 결과 마이클의 혐의를 찾을 수 없었다는 사실이 드러났다.
이 사건은 마이클에게 큰 고통을 안겨줬으며 이후 불면증을 겪고 약물에 의존하게 된다. 불면증과 약물 중독 문제는 매우 심각했는데, 리사 마리 프레슬리는 마이클이 잠을 거의 자지 못했고 통증으로 인해 약물에 크게 의존했다고 한다. 마이클이 약물 중독으로 심신이 피폐해져 가자 마이클의 주치의들에 대한 비판이 있었다. 이에 대해 주치의는 "제발 살려달라고 우는 사람을 외면할 수 있겠어요?"라며 약물 투입을 정당화했다.
1994년 5월 마이클은 엘비스 프레슬리의 딸인 리사 마리 프레슬리와 결혼했다. 둘은 1975년부터 만나왔으며, 매우 긴밀한 관계였다. 둘은 도미니카 공화국에서 결혼식을 치렀다. 이 둘의 결혼은 사람들에게 엄청난 충격을 선사했다. 미국의 전설적 가수이자 많은 사랑을 받은 엘비스 프레슬리의 딸이 마이클 잭슨과 결혼한다는 것은 큰 화제였다. 일각에서는 마이클이 자신의 이미지 회복을 위해 리사 마리 프레슬리를 이용하고 있는 것이 아니냐는 의문을 제기했다. 그러나 이 둘은 결코 그렇지 않다며 아주 사랑하고 있다고 반박했다. 같이 뮤직비디오 촬영을 하였으며 여러 시상식에도 동행했다.

### 1995-2000:HIStory, 2번째 결혼과 자녀
1995년 마이클 잭슨은 가지고 있는 ATV 뮤직 카탈로그의 지분 절반을 소니에게 9500만 달러를 받고 넘겼으며 그로 인해 소니/ATV 뮤직 출판사가 탄생했다. 그해 6월 마이클은 정규앨범《HIStory: Past, Present and Future, Book I》를 발매했다.

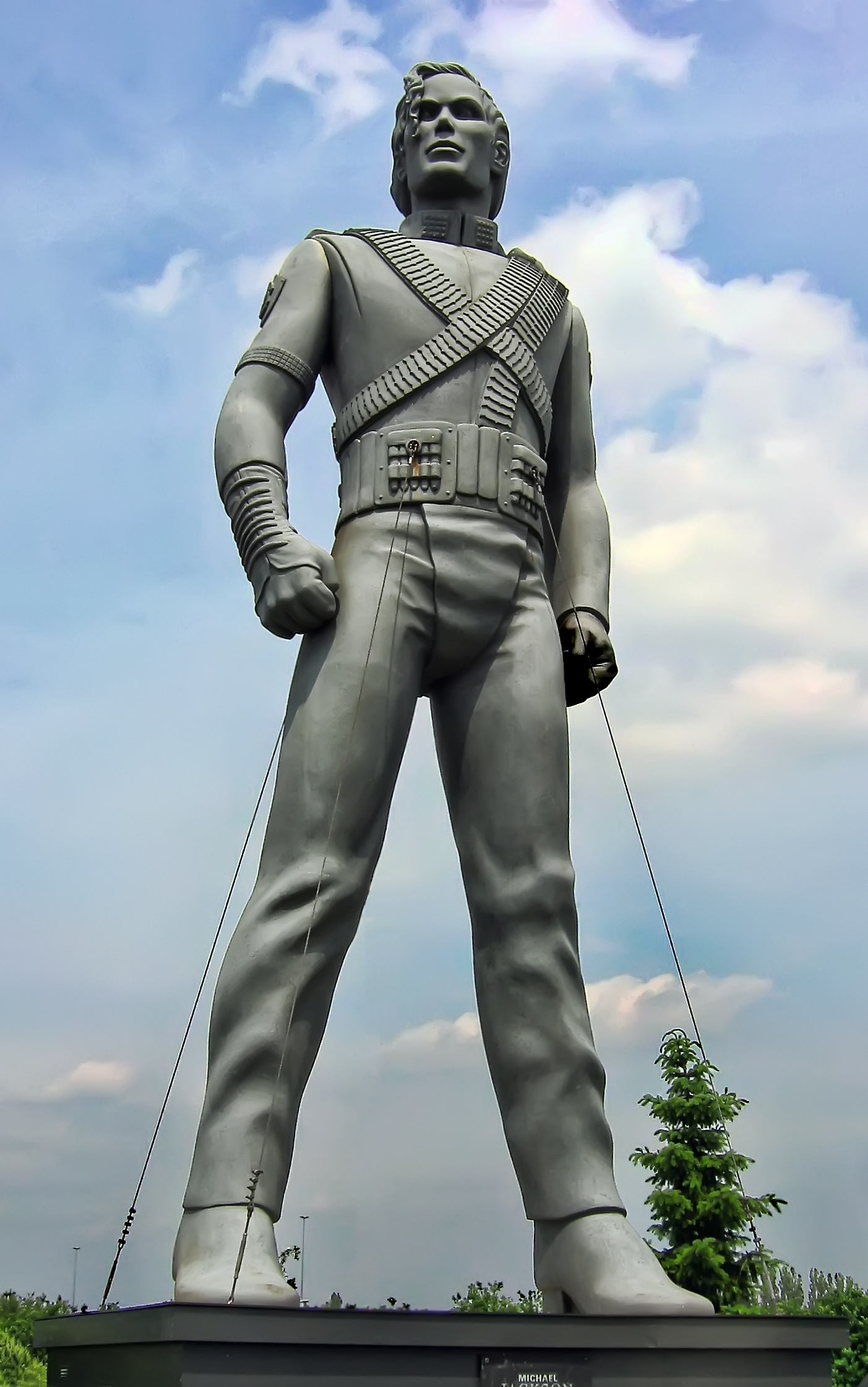
유럽에 있는 마이클 잭슨의 동상.

 Disc 1에는 마이클의 히트곡들이 수록돼 있고, Disc 2에는 그의 신곡이 수록된 더블 앨범으로 빌보드 앨범 차트에서 2주간 1위를 차지하고 미국에서 700만 장 판매량의 인증을 받았다. 싱글 'You are not alone'은 빌보드 데뷔 첫 주 만에 1위라는 '핫샷'으로 불리는 신기록을 세웠다. 앨범은 2000만장 이상이 판매됐으며 평론가들에게는 대체로 평균적인 수준이라는 반응을 얻었다. 그래미 어워드에서는 올해의 앨범 상 후보로도 지명됐으며 수록곡 'Scream'은 발매와 동시에 미국 빌보드 싱글 차트에 5위로 올랐고 올해의 뮤직비디오로 그래미에서 수상했다. 미국에서는 발매되지 않았지만 유럽에서는 발매된 싱글 'Earth Song'은 많은 인기를 얻었다. 영국에서는 6주간 1위를 기록했고 1,160,000장의 싱글이 팔렸으며 독일에서는 100만 장의 싱글이 팔려 2x 플래티넘을 기록했다.
한편 'HIStory' 앨범은 유대인 비하 논란을 겪었다. 싱글 'They Don't Care About Us'의 가사 중 'Jew'는 유대인을 비하하는 용어로 미국 내에서는 사용이 금기시된 용어다. 6월 17일 마이클은 그 말을 선택한 것에 대해 공개적인 사과를 했다. 마이클은 "이 노래는 편견과 증오에 대한 사회 정치적 문제를 끌기 위한 한 방법이다. Jew라는 용어는 잘못된 현실을 고발하기 위해 선택한 용어였다"라고 해명했다. 그 뒤 논란이 된 가사 부분을 수정한 뒤 앨범을 재발매했다.
같은 해 12월에는 연습 도중 공황발작으로 인하여 병원에 입원했다. 매우 위급한 상황이었으며 15분만 늦었어도 마이클이 죽을 수 있었다고 의사들은 말했다.
1996년 9월에는 HIStory World Tour를 개최했는데 5개 대륙 35개국에서 총 82회 공연으로 450만 명의 관객들을 불러온다. 관객 수치로 판단하면 마이클의 투어 중 가장 성공적인 투어였다. 그해 그는 리사 마리 프레슬리와 2년간의 결혼 생활 끝에 이혼을 했으며 11월에는 '데비 로우'라는 간호사와 재혼했다. 데비 로우는 1980년대 초반부터 마이클 잭슨과 아는 사이였다. 마이클은 백반증으로 인해 피부과를 방문했는데 당시 마이클을 돌 본 간호사가 데비였다. 데비는 마이클의 열렬한 팬이었고 마이클에게 싸인을 받기도 했으며 자주 통화를 하며 둘은 가까워졌다.

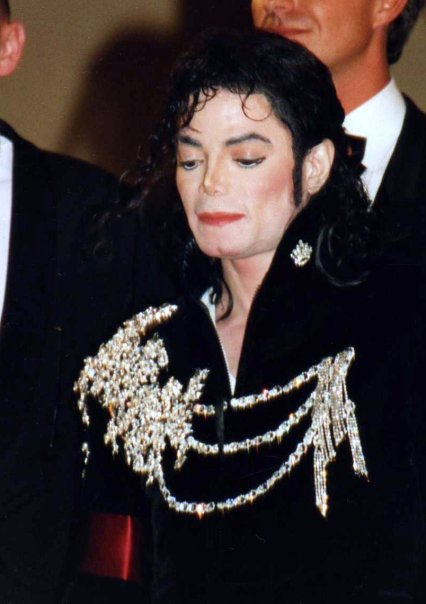
1997년 칸 영화제에 참여한 마이클 잭슨

1997년 5월 20일 리믹스 앨범 Blood on the Dance Floor: HIStory in the Mix를 발매했다. 미국에서는 100만 장 영국에서는 25만 장이 팔려나갔으며 이 앨범에서 발매된 싱글 Blood on the Dance Floor (노래)는 미국 빌보드 핫 100에서는 42위에 그쳤지만 영국에서는 1위를 유럽의 대부분 지역에선 10위 안에 드는 성공을 거뒀다.
1997년 2월 13일 마이클의 첫 번째 자녀 마이클 조셉 잭슨 주니어가 태어났다.
1998년 마이클의 두 번째 자녀. 패리스 마이클 캐서린 잭슨이 태어났다.
1999년 마이클 잭슨과 친구들이라는 공연을 한국 서울과 독일 뮌헨에서 개최했다. 10월 8일에는 '데비 로우'와 이혼을 했다.

### 2001-2002:Invincible, 9.11 자선, 발코니 논란
2001년 9월에는 1984년 이후 처음으로 형제들과 다시 모여 뉴욕에서 마이클 잭슨 30주년 기념 공연을 열었다. 10월 잭슨의 정규앨범 《Invincible》이 발매됐다. 유일하게 잭슨의 성인 시절 앨범 중에서 빌보드 핫 100 1위 곡이 나오지 않았으며 판매량은 700만 장에 그쳤고 평론가들에게 혹평을 받았다. 마이클은 앨범 제작 도중 소속사와 마찰을 겪기도 했다.
2002년 3번째 자녀 프린스 마이클 잭슨 2세가 태어났다. 어머니의 신원은 확인되지 않았으며 마이클은 'Living With Michael Jackson'에서 어떤 여자와 대리모에게 자신의 정자를 인공 주입하여 낳은 것이라고 말했다. 하지만 이전엔 어떤 여자와 성관계를 가져서 생긴 아이냐는 소리에 수줍게 그렇다고 대답한 적이 있어 엇갈리는 부분이 있다. 11월 20일 잭슨은 독일 베를린의 호텔에서 아기를 보고 싶다며 환호하는 팬들을 향해 창가에서 프린스 마이클 잭슨 2세를 보여줬는데 창가에서 아기를 흔드는 것 같은 모습으로 비쳤다. 마이클은 이 사건에 대해 끔찍한 실수였다고 말했으며 팬들이 아기를 보고 싶어 하길래 손으로 꽉 잡고 보여준 것이지 결코 흔든 게 아니라고 해명했다.
10월 27일에는 9.11 테러를 추모하기 위해 마이클이 주도하여 가수들을 모아 What More Can I Give라는 노래를 만들고 자선 공연을 개최했다. 마이클 잭슨은 what more can i give를 정식 앨범으로 발매할 계획이었으나 아동 성추행 재판 등이 겹쳐 결국 미발매곡으로 남게 되었다.

### 2002-2009: 마이클 잭슨의 미발매 곡들,마이클 잭슨의 디스 이즈 잇
2002년,마이클 잭슨은 shout라는 곡을 발표하고 2001년 발매된 앨범 Invincible에 수록된 곡으로 하려고 했는데 9·11 테러로 인해 거절 당했고 cry b싱글에 추가 되었다.

### 2003-2005: 2번째 성추행 혐의와 재판, 무죄 판결
2003년 2월 영국의 기자 마틴 바시르가 240일 동안 마이클을 동행하며 찍은 'Living With Michael Jackson'이라는 프로그램이 방영된다. 영국의 'ITV' 방송국이 최초로 방영했고 영국에서는 1400만 가구가 시청했으며 총 시청자 수는 3800만 명으로 53.9%라는 높은 시청률을 기록했다. 이 프로그램은 방영 직후 큰 논란을 불러왔다. 프로그램 속의 마이클 잭슨은 불안정한 모습을 자주 비춘 것이다. 또 다큐 후반부에서 개빈 아르비조와의 모습이 문제가 됐고 아동 성추행 재판이 일어나는 원인이 됐다. 이 프로그램이 방영되고 나서 마이클 측은 큰 배신감과 분노를 느끼고 있다며 성명을 발표했다. 또 마이클은 자신의 행동을 악의적인 편집으로 왜곡한 것이라며 'The Michael Jackson Interview : The Footage You Were Never Meant To See'이라는 비디오를 제작하여 반박했다. 그의 전 아내 리사 마리 프레슬리는 2010년 오프라 윈프리 쇼에 나와 실제 잭슨의 모습은 'Living With Michael Jackson'에 나온 것과는 다르며 그때는 진통제에 중독된 것 같다고 의견을 표시했다. 'Living With Michael Jackson' 은 대한민국에서는 온스타일이 '마이클 잭슨의 잔인한 진실'이라는 이름으로 2009년 방영했다. 재판과 관련된 문제로 국내 방영분에서는 게빈과 마이클 잭슨이 함께 시간을 보내는 장면은 전부 삭제되었다.
'Living With Michael Jackson'의 다큐 후반부 장면에서 마이클은 개빈 아르비조라는 암에 걸린 13살 소년과 함께 출연했다. 개빈 아르비조는 암에 걸렸지만 치료비가 없어 치료를 하지 못했다. 개빈은 한 코미디 클럽에 들렸는데 코미디 클럽의 사장이 개빈이라는 소년이 암에 걸려 곧 죽게 생겼다는 딱한 사정을 듣자 원하는 소원을 말해보라고 했다. 그러자, 개빈은 자신이 만나고 싶어 하는 유명인이라며 3명을 적었는데 그중 2순위가 마이클 잭슨이었다. 마이클은 이 사실을 알게 되고 개빈에게 치료비를 대줘 암을 이겨내는 데 도움을 줬으며 개빈은 이후 마이클의 집인 네버랜드에 놀러 오는 등 개빈과 마이클의 사이는 가까워졌다. 다큐에서 논란이 됐던 장면은 마이클이 개빈과 상당히 친밀했으며 같이 한 방에서 논다는 것이다. 이에 대해 마이클은 기자에게 항변했다. "왜 아이들과 같이 놀고 자는 것이 문제인가? 그것을 성적으로 생각하는 것이 이상하다. 아이들과 함께 난로 앞에 앉아 따뜻한 우유와 쿠키를 먹는 게 얼마나 행복한 일인가?" 그럼에도 불구하고 이 다큐를 본 일부 심리학자와 정신과 의사들은 마이클과 개빈의 관계가 부적절해 보인다며 산타바버라의 어린이보호당국과 로스엔젤레스의 아동복지국에 자체적으로 조사에 착수해야 한다며 서신을 보냈다. 산타바버라 보안관 부서와 아동복지국은 비밀리에 조사에 착수했다. 이들은 아르비조 가족들과 접촉하여 마이클과 어떤 관계인지 물었다. 개빈의 어머니인 재닛 아르비조는 잭슨은 우리들에게 아버지 같은 존재이며 다정한 사람이라고 칭찬하며 눈물을 흘렸다. 개빈은 결코 성적인 행위 같은 건 없다며 말했으며, 개빈의 누나 데블린은 마이클은 우리에게 축복이나 마찬가지였다며 울었다. 개빈의 아버지인 데이비드 아비조는 마이클 덕분에 자신의 아이들과 관계를 회복할 수 있었다고 말했다.
아동복지국은 이 같은 조사 결과와 함께 모든 가능성을 검토한 후 성추행 혐의가 없음을 밝히면서 사건을 종결했다. 로스엔젤레스 경찰당국과 산타바버라 카운티 보안국 또한 마이클에게는 죄가 없다며 사건을 공식적으로 종결했다. 그러나, 훗날 이번 사건으로 마이클을 기소한 검사인 톰 스네던은 아동복지국과 경찰당국의 조사 결과를 엉터리라며 무시하고 은폐했다. 톰 스네던 검사는 개빈 가족들과 인터뷰를 하지도 않았다.
이 같은 소식이 마이클 측에도 들려오자 마이클의 측근들은 1993년의 일처럼 또다시 안 좋은 일이 터질까 엄청난 긴장을 했다. 마이클의 변호사인 마크 제라고스는 이번 사건에 정보를 얻기 위해 이리저리 발을 움직였다. 측근들은 마이클에게 자칫하면 위험해질 수 있으니 개빈 가족들과 거리를 두라고 충고했고 마이클도 이에 동의하여 개빈 가족과 서서히 거리를 멀리하기 시작했다. 마이클이 거리를 두기 시작하자 개빈 아르비조의 어머니인 제닛 아르비조는 레리 펠드먼이라는 1993년 마이클에게 소송을 건 이반 챈들러의 아들 조단 챈들러를 변호한 변호사를 찾아갔다.
레리 펠드먼은 개빈을 데리고 스탄 캐츠라는 한 정신과 의사를 찾아간다. 스탄 캐츠는 그 자리를 통해 한 보고서를 작성했다. 마이클이 개빈에게 술을 먹였으며 자위행위를 하도록 강요했다는 것이다. 아동복지국의 조사에서 성추행을 당한 적이 없다고 한 것은 마이클 측의 협박 때문이었다고 한 것이다. 또한, 스탄은 잭슨에 대해 그러나 소아성애자는 아닌 걸로 보인다. 다만 정신 연령이 10살에 멈췄을 뿐이라고 소견을 내렸다. 스탄은 이 같은 보고서를 캘리포니아 법에 따라 경찰에 제출했다.
개빈 가족들의 과거 전력을 확인해 볼 필요가 있다. 1998년 8월 개빈 가족은 캘리포니아에 있는 J.C 페니 백화점에서 절도 혐의로 구금된 적이 있다. 구금에서 풀려난 뒤 개빈의 어머니인 재닛은 백화점을 상대로 경찰에게 폭행을 당했다며 300만 달러의 민사소송을 걸었다. 백화점 측에서 고용한 정신과 의사는 재닛이 정신분열증과 망상증을 앓고 있다며 진단했다. 재닛을 직접 치료했던 다른 의사는 그녀는 불안감과 우울증을 앓고 있지만 망상증은 없었다고 했다. 재닛은 2년 후 백화점을 상대로 구금 당시에 경찰들에게 성추행을 당한 적이 있다며 또다시 민사소송을 걸었다. 백화점 측을 변호했던 톰 그리핀 변호사는 재닛은 끔찍한 이야기를 지어내서 그냥 지껄이며 개빈 가족이 마이클에게 고소를 한 것에 대해선 이번에는 아예 홈런을 치려는 작정인 것 같다며 갈취 사건 제2부라고 말했다. 백화점은 재판이 열리기 전인 2001년 13만 달러의 합의금을 주고 사건은 종결된다.
11월 20일 경찰은 마이클에 대해 체포 영장을 발부했다. 마이클은 당시 자녀들과 함께 <One more chance> 뮤직비디오 촬영차 라스베가스에 머물고 있었으며 체포영장 발부 소식을 들은 뒤 개인 비행기를 타고 산타바바라 공항에 도착, 현장에 있던 경찰관들에게 체포당해 구속당한 뒤 300만 달러의 보석금을 내고 풀려 난다. 2003년 12월 25일, 마이클은 60 Minutes 인터뷰에서 출연하여 혐의에 대해 부인하는 인터뷰를 가졌다. 이 과정에서 마이클은 경찰관들이 수갑을 강하게 채우는 바람에 어깨와 팔에 상처를 입었으며, 화장실을 쓰고 싶다는 부탁에 경찰관들이 자신을 화장실 안에 가두고 50분동안 모욕했다고 밝혀 충격을 주었다.
2004년 검찰은 네버랜드를 압수수색하고 4월 톰 스네던 검사는 마이클을 기소했다.
2005년 재판이 시작되고 4월 13일 재닛 아르비조는 첫 증언을 했는데 마이클이 열기구로 자신과 아이들을 납치하려 했다고 주장했다. 재판이 진행되면서 마이클을 방어하기 위해 네버랜드에서 마이클과 같이 있던 아이들이 나와 마이클에게 결코 성적인 일을 당한 적이 없다며 마이클을 지원했다. 또한, 마이클에게 납치를 당할 뻔했다는 주장과 달리 재닛 아르비조가 주장한 납치 시기에 아르비조 가족들은 고급 식당에서 무단으로 한화 700만 원 이상의 식사를 하고 마이클에게 이를 대신 내줄 것을 요청했던 것이 드러났으며 검찰의 주장과는 달리 성추행 증거를 입증할 DNA가 발견되지도 않았다. 재닛이 마이클에게 합의금을 요구한 것도 마이클이 무죄 판결을 받은 이유 중 하나이다. 자신의 아이가 성추행 당했는데 어째서 합의금을 먼저 요구한 것이냐는 배심원들의 생각이었다.
2005년 6월 13일, 마이클 잭슨은 기소된 14가지의 혐의에 대해 모두 무죄 판결을 받았다. 당시 배심원단은 백인 7명, 히스페닉 4명, 아시아인 1명으로 흑인 배심원은 없었으며 검찰은 해외까지 탐문하며 산타바바라 법정이 생긴 이래 최고액인 500만 달러 이상의 거금을 쏟아 수사를 벌였으나 마이클의 유죄를 입증할 아무런 증거도 찾지 못했다.
마이클의 사망 후인 2009년 마이클의 성추행 혐의에 대한 FBI 파일이 공개됐는데 FBI는 마이클 잭슨에게 혐의점을 찾을 수 없었고 아동복지국 조사 결과에서도 개빈 아르비조와 가족들에게 성추행을 당했다는 증언을 못 얻어 불기소 처분을 할 것을 권유했지만 검찰은 FBI와 아동복지국의 의견을 무시하고 마이클 잭슨을 기소한 것으로 확인됐다. FBI는 네버랜드와 마이클 잭슨의 주변 인물들에 대한 수사에서도 성추행에 대한 단서를 찾지 못하자, 루머로 마이클 잭슨을 괴롭혔던 타블로이드들의 보도가 사실일지 모른다는 하나의 가정을 갖고 이들 보도에 대한 수사까지 했던 것으로 드러났다. 그러나 타블로이드 언론들의 보도는 개연성과 증거가 없었다.
마이클과의 재판 이후 재닛 아르비조는 2007년 공문서 위조를 통해 최저 생계 비용을 부당으로 취득한 사실이 드러나 기소당하여 벌금과 사회봉사명령을 받았다.
이 재판으로 많은 사람들이 마이클을 비난했다. 가장 바보스러운 미국인으로 수년간 뽑히는 등 명예가 크게 실추됐다. 마이클 잭슨은 이 후 네버랜드 렌치를 떠나 로스앤젤레스 인근에 따로 거처를 마련했고, 이 후 2009년 사망할 때까지 네버랜드를 단 한번도 방문하지 않았다. 마이클은 재판 이후 레바논, 유럽 등지에서 자녀들과 생활했다.

### 2006-2009: 마지막
2006년 재판 이후 은둔 생활을 하던 마이클은 MTV 재팬과 런던 뮤직 어워드에서 상을 받기 위해 모습을 드러냈으며, 6월달엔 일본의 방송 프로그램인 SMAP×SMAP에 출연했다. 한편 마이클 잭슨이 거주했던 집인 네버랜드는 돈의 문제로 인해 안채가 폐쇄되었다. 마이클은 당시 재정적으로 위태로운 상황에 있었다고 한다.

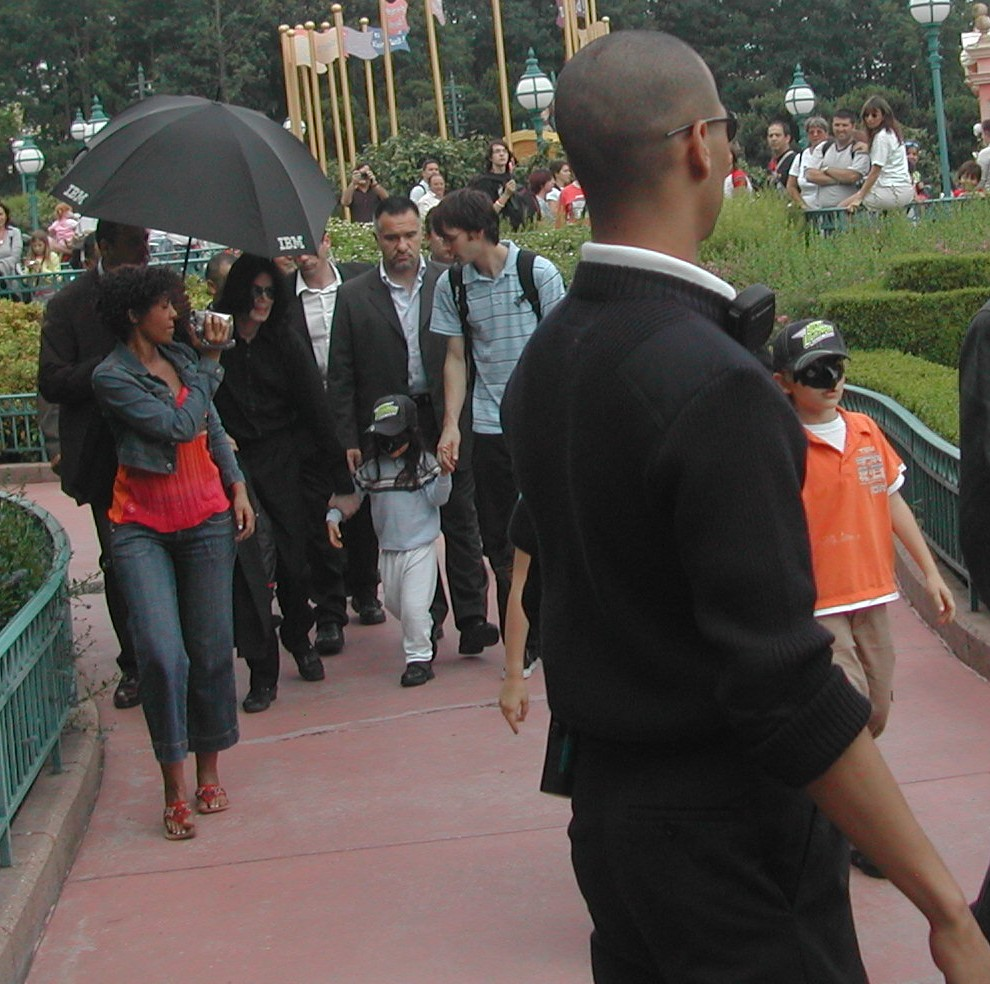
2006년, 프랑스 파리에 있는 디즈니랜드로 자신의 아이들과 함께 가는 잭슨

2008년 《Thriller 25》라는 기념 앨범을 발매한다. 앨범에는 기존의 《Thriller》 곡들이 수록됐고, 새롭게 리믹스 시킨 곡과 미공개 곡이 함께 추가됐다. 발매 작업을 위해 힙합&알엔비 프로듀서이자 유명 래퍼인 카니예 웨스트와 에이콘, 퍼기, 윌 아이 엠이 참여했다. 또한 일본판에는 그의 라이브곡을 여러 개 수록했다. 전 세계에서 300만 장이 팔렸고, 벨기에, 콜롬비아, 유럽, 인도 차트에서 1위를 했다. 또한 같은 해 King of Pop이라는 베스트앨범이 발매된다.
2009년 3월 마이클 잭슨은 영국 런던에서 복귀를 선언했다. 그는 이번 공연이 마지막이 될 것이며 팬들이 원하는 노래를 부를 것이라고 했다. 처음 10회의 공연이 계획됐는데 표가 빠르게 매진되자 40회의 공연이 더 추가됐다. 공연은 2만 명을 수용할 수 있는 O2 아레나에서 7월 13일부터 2010년 3월 6일까지 열릴 것으로 계획되었고, 75만 개의 티켓은 전부 매진되었다.

## 사생활

### 언론과 루머
잭슨은 평소 팬들에게나 사람들에게 자주 타블로이드 신문을 읽지도 말 것이고 믿지도 말라고 강조했다. 정규앨범 5집 《HIStory: Past, Present and Future, Book I》에 수록된 'Tabloid Junkie'라는 노래에서 특히 이런 입장을 강조하고 있다. 마이클 잭슨의 높은 하이톤의 목소리는 70년대 타블로이드 언론을 통해 잭슨이 게이가 아니냐는 소문이 퍼지게 되는 원인 중 하나였고 80년대 타블로이드 언론은 잭슨을 'Wacko Jacko'로 칭하면서 잭슨의 대중적 이미지를 크게 망쳤다. 1993년 1차 성추행 사건이 터지고 나서 이들의 관계는 완전히 악화 된다.
타블로이드 언론들은 잭슨이 죽고나서도 여전히 거짓된 기사를 보도하고 있다. 이에 대해 마이클 잭슨 유산 관리원 측은 '당신들이 본 타블로이드 기사는 사실이 아니며 마이클로 이익을 얻기 위한 타블로이드 언론들의 보도를 매우 혐오한다. 팬들이 우리와 함께 마이클의 업적을 보호하는데 함께 했으면 좋겠다'라고 성명을 발표했다. 또한, CNN에서는 타블로이드 언론들의 보도를 직접 반박했다.
타블로이드 언론에서 기사를 생성하는 과정은 브로커가 개입돼 막대한 돈이 오고간다고 한다. 바레시라는 브로커는 필립 르마르크(1991년 잭슨의 집에서 10개월간 일했다.)에게 접근하여 10만 달러를 줄 테니 타블로이드 언론에게 잭슨이 맥컬리 컬킨의 성기를 만졌다고 말하라고 강요했다. 컬킨은 재판에서 르마르크의 주장을 부정하고 잭슨을 적극적으로 옹호했다.
| “ | "내가 르마르크 부부와 거래를 했던 이유는 .. 그들이 받을 돈의 일부를 내게 약속했기 때문입니다. 저는 정의를 이끄는 사람이 아니에요. 잭슨이 유죄이건 무죄이건 그건 저와 상관없으며 제 관심은 오로지 돈이었죠. " | ” |
|   | — 바레시, 1994 PBS "Frontline" |   |

### 성격
무대 모습과는 다르게 아주 내성적이고 소심하고 부끄러움을 많이 탄다고 한다. "마이클은 너무 수줍음을 타서 등을 돌리고 노래를 불렀다" 라고 시드니 루멧이 증언했으며 프로듀서 퀸시 존스도 잭슨의 내성적인 성격을 보고 걱정을 많이 했다. 2003년 비행기 승객 프로필에 잭슨에 관해 "매우 소심함" 이라고 명시된 것이 확인됐다. 1984년 백악관에 갔을 때 정부 관료들이 한데 모여있는 것을 보고 겁이 나 화장실로 도망갔다는 일화도 전해진다. 또한, 마이클 잭슨의 어머니 캐서린 잭슨은 마이클은 심할 때는 자신과 눈도 마주치지 않을 만큼 부끄러움을 탔으며 집에서 고독을 즐기는 것을 좋아했다고 한다. 마이클의 지인은 마이클이 가수를 안 했으면 사탕가게를 운영하며 골방에 박혀 늙었을 것이라고도 말했다.

### 가족 관계
아버지인 조지프 잭슨과 사이가 좋지 않았다. 조지프 잭슨은 2010년 그의 아내인 캐서린 잭슨과 이혼을 했다. 이혼 이유는 조지프 잭슨이 마이클 잭슨의 유산 분쟁을 일으켰기 때문이다. 잭슨은 총 세 명의 자녀를 두었다. 데비 로 사이에서 얻은 마이클 조셉 잭슨 주니어, 패리스 마이클 캐서린 잭슨과 대리모를 통해 얻은 프린스 마이클 잭슨 2세가 있다. 이중 마이클 조셉 잭슨 주니어는 백반증에 걸린 듯한 사진이 보도되어 화제를 모았다. 형제들과도 문제가 많았는데 친형 저메인 잭슨이 1991년 발표한 음반 'You Said'에 수록된 곡 'Word To Badd'는 마이클 잭슨의 변화하는 외모를 비난하는 내용을 담고 있어 큰 충격과 논쟁을 불렀다. 친누나 라토야 잭슨은 플레이보이 잡지에 나오기 위하여 잭슨의 스릴러 분장을 한 뒤 누드 사진을 찍었는데 이 또한 큰 파장을 몰고왔으며 잭슨이 1993년 아동 성추행 혐의로 힘들어 할 때 거짓 증언을 함으로 잭슨을 난처하게 만들었다. 라토야는 50만 달러를 제시하면 성추행 사건의 결정적 증거를 제시하겠다는 발언도 했다. 당시 이 거짓 증언으로 잭슨은 엄청난 분노를 토로했다고 다큐 프로그램 'The Life of an Icon'에서 측근이 회고했다. 후 라토야 잭슨은 자신의 남편이었던 '잭 고든'의 협박으로 인해 자신은 노예같은 삶을 살았으며 어쩔 수 없이 누드 사진을 찍었고 돈을 얻기 위해 거짓 증언을 했었다고 뉘우쳤다. 잭슨의 팬들에게 잭슨의 형제는 이러한 일들 때문에 크게 비난당하고 있다.
마이클과 형제들끼리의 문제는 마이클이 죽고나서도 이어지고 있다. 마이클 잭슨의 엄청난 유산과 마이클 잭슨의 이름으로 발생하는 향후 수입 때문이다. 2002년 작성된 것으로 알려진 유서 내용은 잭슨의 형제자매들에게 있어서 큰 충격과 같았다. 유서에는 자신들에게 지급하는 돈이 없기 때문이다. 형제들은 잭슨의 유산을 담당하는 변호사를 비난하며 유서가 조작됐으니 유산집행 변호사가 퇴임해야 한다고 주장했다.
마이클 잭슨의 자녀 패리스 마이클 캐서린 잭슨이 약물을 과다 복용하고 칼로 손목을 베어 자살을 시도한 것으로 드러나 충격을 주었다. 잭슨의 유가족들이 그의 소속사였던 'AEG라이브'를 상대로 건 배상 청구 소송에서 증언을 하기로 한 데 따른 중압감이라고 언론들은 추측했다.

## 아티스트적 면모

### 음악 스타일
잭슨은 주로 R&B와 팝, 솔, 록을 다뤘다. 그는 제임스 브라운, 다이애나 로스, 재키 윌슨, 프레드 아스테어의 영향을 받았다. 또한 그 가창력을 유지하기 위해 엄청난 노력을 했다. 윌 아이 엠에 의하면 잭슨은 5초 파트를 녹음하는데 1시간의 워밍업을 했다. 잭슨이 스스로 밝힌 바에 의하면 작곡을 할 때 악보를 쓰지 않고, 떠오르는 멜로디를 녹음한 뒤 작업한다. 대표곡인 'Billie Jean'에서 선보이는 문워크는 흑인 빈민가 소년들에게서 힌트를 얻은 것이며 'Smooth Criminal'에서 45도의 기울기를 선보이는 '린댄스'는 신발에 특정 기능을 장착하여 선보이는 것으로 특허를 취득했다. 마임 배우 마르셀 마르소는 잭슨은 타고난 마임 아티스트라고 말했다. 그의 잭슨 파이브 시절부터 솔로 마지막 정규 음반까지의 음악적 스타일은 조금씩 다르다. 모타운 시절에는 댄스, 소프트 락, 재즈, 발라드를 주 장르로 했지만, Off the Wall을 발매하면서, 펑크, 팝 발라드, 재즈, 소울 등의 성숙한 음악을 장르로 했다. 80 ~ 90년대에는 거기에다 R&B, 뉴 잭스 윙 적인 음악을 했으며, 2001년에 발매한 Invincible에서는 마이클 잭슨 스타일로 알려진 독특한 어번 R&B 음악에 그가 지향하던 미래적인 사운드를 첨가했다. 잭슨은 장르 뿐만 아니라 자신의 음악에 여러 메시지를 두고 제작했다. 'Beat it'은 싸움이 날 것 같으면 도망쳐서 화를 피하라는 메시지를 담고 있는데 잭슨은 이 곡을 만들 때 자신이 그러한 상황에 있으면 어떻게 행동할지 생각했다고 한다. 'Man in the Mirror'는 세상을 바꾸고 싶으면 자신부터 바뀌어야 하며 불우 이웃들을 도와야 한다는 메시지를 담고 있으며, 'Smooth Criminal'은 성폭행과 살인 같은 범죄를 환기시키고 있다. 'Bad'는 나쁜 길로 빠지지 말 것을 강조하고 있다. 'Leave Me Alone'은 자신을 향한 언론들의 공격적 보도에 그만둘 것을 권유하고 있다.
잭슨의 사회 비판적 메시지는 Dangerous 음반부터 강해졌다. 'Heal the World', 'We Are The World'는 전쟁 반대, 화합과 자선을 강조하고 있으며 'They Don't Care About Us'는 극우주의자들에 대한 직접적인 비난 기사를 담고 있다. 이 노래는 'Jew'라는 가사로 유대인 비하 논란을 빚기도 했다. 그러나, 잭슨은 결코 유대인을 비하하는 게 아니라고 해명했다. Gone Too Soon은 에이즈로 사망한 라이언 화이트를 추모하기 위한 곡이다. 'Earth Song'은 지구환경에 대한 경고, 'Childhood'는 그의 어린시절에 대해 만든 곡이다. 'Stranger in Moscow'는 모스크바에서 고독함을 느낀 자신의 처지에 대한 것이며, 'D.S'는 1993년 자신을 수사한 검사 톰 스네던을 인종차별 주의자라고 비판하고 있다. 'Tabloid Junkie'는 자신을 공격하는 타블로이드 언론에게 분노를 표출했으며 그런 신문을 사는 것은 그들을 정당화하는 것이라고 말하고 있다. 'You are not alone'과 'Will you be there'는 사랑과 고독의 의미를 강조한다. 또한 잭슨의 노래에는 여자들이 자주 나오는데 그의 자작곡 'Billie Jean'은 잭슨 본인과 관련된 이야기라고 한다. 잭슨의 아이를 가졌다며 협박하는 한 여자 정신병 환자 때문에 잭슨은 무척이나 두려움을 겪었다고 한다.

### 보컬 스타일
음역은 4 옥타브까지 이른다. 한편 하이톤의 목소리는 잭슨이 여성호르몬 주사를 맞으며 목소리를 조절한다는 루머가 퍼지게 된 원인이었는데 그의 본래 목소리에 대해 잭슨의 보컬 트레이너였던 세스 릭스는 "마이클 잭슨은 아이처럼 남고 싶어 의도적으로 고음의 목소리를 냈다"라고 말했으며 리사 마리 프레슬리는 "잭슨은 항상 고음으로 이야기하지 않는다"라고 말했으며 라이오넬 리치는 일본 TV 프로그램에 나와 "잭슨은 자신의 성대를 보호하기 위해 의도적으로 가늘픈 고음의 목소리를 낸다. 그는 저음의 목소리를 가지고 있다."라고 말했다. 2005년 재판 당시 잭슨과 함께 작업한 음악인은 "잭슨은 화를 낼 때는 중저음으로 말했다"라고 증언했다. 이같은 사실들을 토대로 할 때 마이클 잭슨은 어릴 때부터 고도의 보컬 트레이닝을 받은 점을 고려하면 자신의 본래 저음의 목소리를 노래를 부를 때는 고음으로 낸다는 것을 확인할 수 있다. Invincible에 수록된 '2000 Watts'는 지금까지 보여준 적 없는 낮은 목소리로 노래하고 있기에 디지털 방식으로 가공한 것이 아니냐는 의문이 제기되기도 했지만 실제로는 가공되지 않았다고 한다.
마이클 잭슨은 어린 시절부터 노래를 불렀으며 시간이 지남에 따라 음성과 보컬 스타일이 눈에 띄게 바뀌었다. 1971년과 1975년 사이 그의 목소리는 보이 소프라노로 높은 테너였다. 잭슨은 노래를 부를 때 특유의 딸꾹질 가창(윽-억,히히 등)을 사용하는데 이는 1973년 "It's Too Late to Change the Time" 노래로 처음 시작했으며 "Get It Togethe" 앨범에서 잘 드러난다. 음악 잡지 롤링 스톤은 마이클 잭슨의 보컬을 스티비 윈더와 비교했으며 잭슨의 음성에 대해 슬픔으로 물든, 아름다운 테너의 목소리라고 평가했다. 마이클 잭슨은 노래를 부를 때 "Come on"의 발음을 고의적으로 "C'mon", 'Cha'mone", "Shamone"으로 잘못 발음한다.
어린 시절의 보컬에 대해 가수 나얼은 "지금 들어도 그의 목소리는 너무나 아름다워요. 스티비 원더와 함께 저에게 가장 많은 영향을 미친 뮤지션이죠. 솔로보다 잭슨스 시절의 음악을 더 좋아해요. 완전히 흑인스러운 느낌을 다 가지지 않아 더 신선했죠. 잭슨의 보컬이 너무 독보적이어서 그런 차이를 느끼는 것 같기도 해요. 보컬이 사실 말도 안 될 만큼 대단하잖아요."라고 평가했고 가수 김범수는 "마이클 잭슨의 어릴 때 미성은 흉내내기도 어려울 만큼 너무 예쁘고, 멋있고, 훌륭해요. 어린 나이에도 그런 성숙한 표현력이 가능하다는 것 자체가 놀라워요."라고 평가했다. 모타운 창립자 베리 고디는 "그는 제임스 브라운과 재키 윌슨처럼 노래하고 춤췄으며, 인간의 슬픔과 열정을 담아 스모키 로빈슨의 'Who´s Loving You'를 불렀다. 그의 실력은 놀라웠다. 30살의 감성으로 노래를 불렀다. 마이클은 스모키보다 더 뛰어났다. 나는 스모키에게 이렇게 말했다. “이봐, 마이클이 그 노래를 잘 알고 있더군.” 그는 이렇게 대답했다. '나도 그렇게 생각하네.'"라고
관련 일화를 밝힌 적도 있다. 토니 스클라파니 음악평론가는 "잭슨은 깜짝 놀랄 정도의 천부적인 노래 실력으로도 대중들의 사랑을 받을 수 있었다. 이미 11살의 나이에 대부분의 성인 보컬리스트들보다도 더한 능숙함과 열정으로 "I Want You Back,” “ABC,” “The Love You Save”, “I’ll Be There”과 같은 빌보드 1위 곡들을 배출했다."라고 평했고 가수 레니 크레비츠는 "사람들은 주로 마이클의 경이로운 솔로 커리어를 말하곤 하는데 물론 그건 분명한 사실이죠. 하지만 제가 생각하기에 마이클이 천재성을 가장 유감없이 발휘했던 시기는 어린 시절이에요. 아이였지만 제임스 브라운이나 아레사 프랭클린, 그 어떤 위대한 보컬리스트와도 같은 재능과 소울, 깊이를 가지고 노래했죠."라고 평가했다. 또 레온틴 해스 보컬 트레이너는 "어린 시절의 마이클을 연기하기 위해서는 대단한 정도의 발성 기술이 필요하다. 복성부터 두성, 빠른 발음과 팔세토, 거기에 High G에서 High A까지 자유롭게 넘나드는 보컬 톤.. 마이클은 확실히 보컬의 모든 면에서 천재적이었다. 마이클은 본인이 가지고 있는 굉장한 음역대를 이전 그 누구도 해내지 못한 방법으로 발성 운동과 결합시켰다. 거의 오페라 가수 수준으로. 마이클은 무엇보다도 감정표현에 탁월했다. 저음역대로 노래를 부르다가도 초고음 팔세토로 순식간에 넘어가곤 했는데 이럴 때에도 그의 감정은 전혀 흐트러짐이 없이 완벽하게 유지되었다."라고 평가했고 양재영 음악평론가는 "실제로 변성기 이전의 소년 마이클 잭슨은 고음역의 풍부한 성량을 바탕으로 다이애나 로스식의 물 흐르는 듯한 보이스 테크닉을 결합한 독특한 보컬 스타일을 선보이면서, 잭슨 파이브가 1970년대의 포문을 여는 최초의 스타 팝 밴드가 되는데 결정적 역할을 하였다. 보컬리스트로서 마이클의 천재적 역량은.. 특히 'I’ll Be There'는 순수하면서도 혼란스러운 10대의 감성을 마이클의 생기 넘치는 목소리를 통해 육화하는데 성공함으로써, 이후 흑인음악과 백인음악을 아우르며 무수히 양산되는 ‘1970년대식 틴 팝’을 위한 교과서 역할을 하였다. 모타운 시절의 잭슨 파이브를 단순히 10대 취향의 팝 그룹으로 단정지을 수는 없을 것이다. 흑인음악 자체의 맥락에서 평가하자면, 잭슨 파이브는 당시 보컬을 부차적인 것으로 간주하며 오로지 비트만을 강조하던 디스코의 대세에 제동을 걸 수 있었던 유일한 뮤지션이었다. 마이클의 보컬은 주류 디스코 사운드에 대한 대안일 뿐 아니라 흑인음악의 근간을 이루었던 아프로-아메리칸 가스펠/발라드 전통의 급락을 위한 촉매제 역할까지 하였다."라고 평가했다. 가수 비욘세는 "제가 처음 가수 생활을 시작했을 때, 저의 첫 프로듀서는 제가 마이클의 'Who's Loving You' 라이브 퍼포먼스를 계속 보게 했어요. 몇 시간이고 계속 반복해서 저에게 보여줬죠. 프로듀서가 원했던 건 제가 마이클의 소울을 느끼길 바랐던 거에요. 정말 그걸 느낄 수 있었죠. 마이클은 사랑이라는 감정을 느껴본 적 없는 어린아이였지만 베테랑이었어요. 어떤 이유에서인지 그는 다 큰 성인들보다도 더 감정을 잘 표출했죠. 그건 너무나도 순수하고 때묻지 않은 것이었어요. 마치 신이 주신 것 같았죠. 마이클은 제게 때로는 테크닉이나 내가 가지고 있는 것이 무엇인가와 같은 고민을 잊고 그냥 있는 그대로, 내가 느낀 감정 그대로 가도록 내버려 둬야 한다는 걸 가르쳐줬어요. 마이클은 정말 저를 변화시켰어요. 덕분에 오늘날의 비욘세가 있게 됐죠."라고 관련 일화를 밝히기도 했다.
성인 시절의 보컬에 대해 김영대 음악평론가는 "잭슨은 그 목소리만으로도 흑백을 통틀어 역대 팝 보컬리스트 중 열 명 안에 꼽아 억울할 게 없는 인물일 것"이라며 "선율의 기본을 맛깔스럽게 훑어내면서도 때때로 소울풀하게 내지르는 테크닉은 흑인 가수로서 그의 본령을 의심할 수 없게 만든다. 팝 발라디어로서의 능력이라면 더욱이 두말할 나위가 없다. 일평생 댄스 음악을 달고 다녔던 가수로서는 정말 드물게, 아니 거의 유일하게, 그의 발라드 능력은 동급 대비 최강의 감미로움을 더한다. 각 소절을 각각 다른 느낌으로 미세하게 바꿔 부르는 능력, 가사의 한 결 한 결을 섬세하게 짚어내는 전달능력.. 동시대를 살다간 록의 거장들조차 잭슨의 보컬의 위대함은 쉽게 무시하지 못했다. 스릴러 앨범으로 록/팝/소울 부문을 모두 휩쓴 것은 이미 전설이 돼버린 기록일뿐더러 수준급의 록 보컬리스트를 뺨치는 댐핑함, 당대 탑 메탈 보컬리스트들이라도 좌절감을 느꼈을 만큼 무시무시하고 러프한 샤우팅 그리고 'Smooth Criminal'의 기가막힌 팔세토와 'Beat It'이나 'Jam' 등이 들려주는 속도감에 위협받지 않는 탄력적 딜리버리도 록커 잭슨의 포텐셜을 증명한다. 발라드, 댄스, 록을 모두 잘 부르는 가수는, 내 기억이 맞다면, 마이클이 유일하다. 그리고 그 수준은 그 어느 장르에서도 존경받을 만한 정도였다. 의심할 바 없이."라고 평가했다. 오페라 테너 네일 쉬코프는 "그 어떤 테너도 마이클 잭슨과 같은 수준으로 데시벨이 올라간 적은 없었습니다. 솔직히 말해서 제가 정말로 질투를 느끼는 부분은, 전대미문의 케이스로, 빠르게 노래하는 동시에 안정적으로 High C를 유지하는 그의 천재성이에요."라고 평가했고 Ice J 음향엔지니어는 "마이클 잭슨은 선천적인 미성을 보유하고 있지만 스릴러 앨범부터 강한 액센트를 사용하고 비브라토를 강하게 사용하는 창법을 유지했다. 이런 창법이 상당히 고난이도인데 지르지 않고 강하게 발음하는 것은 그냥 서서 부르기만 해도 숨이 찰 것이다."라고 평가했다.
세계적인 보컬 트레이너 세스 릭스는 2012년 RTW와의 인터뷰에서는 "마이클은 댄스나 보컬적인 면이나 모두 천재였다. 3옥타브 반을 넘는 음역을 가지고 있었는데 팔세토를 쓰던 쓰지 않던 모두 연결된 음으로 이를 구사할 수 있었다. 이건 정말 엄청난 재능이다."라고 말했고 같은 해 배드 앨범 발매 25주년 기념 다큐멘터리에서는 "마이클 잭슨은 베이스, 바리톤, 테너 모두 가능했지만 대부분 테너로 노래했다. 마이클이 낼 수 있는 최저음은 베이스 성부의 Low C(가온 도보다 2옥타브 낮은 도, C2)였으며 비브라토까지 섞어서 깔끔하게 High C를 넘어 High G(남자의 3옥타브 솔, G5)까지 낼 수 있었다. 이건 흔한 일이 아니었다. 3옥타브 반을 넘는 것이었다. 한번은 유럽에 있을 때 마이클에게 전화가 왔는데 마이클은 완벽한 바리톤 음성으로 'Hello~'라고 말했다. 나는 그래서 왜 그런 목소리로 곡을 만들지 않냐고 했더니 마이클은 '저음은 싫습니다, 고음이 좋아요'라고 답했다."라고 관련 일화를 밝혔다. 또 2009년 Urban Spin 인터뷰에서는 "만약 누군가 나에게 그와 함께한 시간 중 무엇이 가장 기억에 남느냐고 묻는다면, 나는 이 일화를 소개하고 싶다. 나는 피아노에 앉아 있었고 그는 피루엣(발레의 턴 동작)을 하며 High C를 소리내고 있었다. 나는 깜짝 놀라 그를 보며 지금 무엇을 했느냐고 물었고 마이클은 피루엣을 했을 뿐이라고 말했다. 그래서 나는 아니 그것보다 방금 High C를 내지 않았냐고 어떻게 한 것인지 놀라서 물었다. 그때 마이클은 '모르겠어요. 그냥 그렇게 해보라고 해서..'라고 대답했던 기억이 난다."라고 말했다. 가수 존 메이어는 "보컬적으로 마이클 잭슨과 똑같이 부르려고 그 어떤 노력을 해도, 제 생각에 그건 지뢰밭에 들어가는 거랑 같은 거에요."라고 평가했고 가수 더 위켄드는 "마이클은 저에게 엄청난 영향을 미쳤어요. 무엇보다도, 보컬적인 면에서 마이클은 항상 저의 영감이 되었죠. 나도 노래할 수 있다는 걸 느끼게 해준 앨범이 바로 'Off The Wall'이었는데 이 앨범을 통해 나만의 팔세토를 찾았어요."라고 평가했다.
임진모 음악평론가는 "천재적인 감정표현과 비트 감각에다 가창력 측면에서도 그는 발군의 실력을 보여주었다. 이 모든 영광은 춤이 아니라 천부적 음악재능, 즉 가창력이 동반됐기에 가능했다. 그는 비트 감각이 요구되는 빠른 댄스곡에도 능했지만 풍부한 감정표현과 정확한 음 구사능력으로 발라드에도 실력을 발휘했다."라고 평가했고 제인 맥길리언 음악평론가는 "마이클 잭슨의 목소리를 단 몇 마디로 정의 내린다는 것은 거의 불가능하다. 그는 때로는 카렌 카펜터즈처럼 맑고 다이애나 로스처럼 명랑하고 제임스 브라운처럼 격정적이며 로저 워터스처럼 드라마틱하다. 그가 소울 앤 알앤비라고 어중간하게 정의된 앨범으로 그래미에서 락 보컬상을 수상한 것과 알앤비 보컬상을 동시에 수상한 것이 어쩌면 정답일지도 모른다. 그는 악보가 있어서 부른다기보다는 악보를 이정표 삼아 자신의 감성대로 드라마틱하게 온갖 복잡한 장르를 비웃으며 어느 경계에도 머무르지 않는다. 그래서 그의 노래들은 비평하기가 어렵다. 쉽게 말하자면 마이클 잭슨이라는 브랜드의 음악인 것이다. 그를 알앤비 또는 소울 또는 락이라는 영역 내에서 바라본다면 그건 정말 위험한 착각이다. 그의 목소리는 단 한 번도 그런 문자화된 장르 안에서 자유로웠던 적이 없었다."라고 평가했다. 또 앤디 허먼 음악평론가는 "'I Want You Back'과 'I'll Be There' 같은 히트곡들에서 마이클은 어린아이의 목소리라고는 믿기지 않을 정도로 사람들의 감성을 파고든다. 지금 듣기에도 여전히 경이로울 정도로. 그러나 그가 기가막힌 팔세토를 완벽하게 마스터하면서 보컬의 천재성을 확립한 것은 바로 성인 시기로서, 그의 쌍둥이 걸작들인 'Off The Wall' 앨범과 'Thriller' 앨범에서였다."라고 평가했다.
양재영 음악평론가는 "마이클 잭슨의 진면목은 역시 그의 탁월한 보컬에서 드러난다. 전체적으로 그의 목소리는 깃털처럼 가볍고 가녀린 고음이면서도 힘을 지녔다. 그리고 팔세토를 넘나들 때에도 자유롭지만 정확하고 명쾌하게 음을 짚어내는 보이스 테크닉을 과시한다. 대부분 소년 시절의 절창들이 성인이 되면서 목소리의 매력과 테크닉을 상실했던 것을 상기한다면, 보컬리스트로서 마이클의 눈부신 진화는 경이롭기까지 하다. 물론 마이클의 보컬리스트로서의 능력이 극대화되는 곳은 댄스 트랙들보다 앨범의 또 다른 한 축을 구성하는 R&B팝과 발라드의 영역이다. 특히 온갖 감정을 쥐어짜는 듯한 여리게 떨리는 그의 보컬을 전면에 내세운 절대적 발라드 “She’s Out Of My Life”는 이 앨범의 백미라 해도 과언이 아닐 것이다. 한편 스티비 원더가 함께 작곡한 “I Can't Help It'이나 폴 매카트니가 제공한 “Girlfriend”에서 마이클은 건반과 베이스 라인을 따라 숨가쁘게 날아다니는 리듬감 넘치는 보컬을 과시한다."라고 평가했고 배철수 DJ는 "현란한 댄스 때문에 보컬에 대해 낮은 평가를 하는 경우도 있지만, 마이클은 분명 탁월한 가수입니다. 태어날 때부터 타고난 비트감각, 정확한 음표현, 어색하지 않은 기교, 대단한 음역.. 웬만한 높이를 갖고 있는 사람도 마이클의 노래를 부르기는 어렵습니다. 거의 소프라노 급이니까요."라고 평가했다. 마이클과 함께 작업했던 프로듀서이자 사운드 엔지니어인 브루스 스웨디언은 "마이클은 평범한 보컬리스트나 싱어가 아닙니다. 그렇기 때문에 만약 음악 산업에 종사하는 어린 사람들이 마이클을 롤모델로 삼는다면 그것만큼 현명한 결정은 없을 거에요."라고 평가했다.
그룹 풀 아웃 보이의 멤버 패트릭 스텀프는 "마이클 잭슨은 타고난 재능과 훈련으로 완벽한 보컬을 가졌다. 그의 핵심적인 보컬 스타일 중 하나는 목소리를 악기처럼 사용한다는 건데, "우~!", "아!" 같은 그의 상징적인 추임새는 기타리스트나 드러머들이 평소 내는 소리와 같은 리듬이다. 마이클은 역사상 가장 리드미컬한 가수 중 하나다. 프린스가 더 자주 제임스 브라운을 흉내냈지만 더 자연스러운 건 마이클이었다. 그리고 마이클은 미친 음역대를 가지고 있다. 나 역시 굉장히 높은 음을 구사할 수 있지만 'Beat It'을 부를 때는 반키 낮추어 부른다. 'Beat It'뿐만 아니라 'Billie Jean', 'Thriller'도 마찬가지인데, 아마 High C나 High C-shop일 거다. 마이클은 이렇게 아무나 할 수 없는 놀랍도록 높은 음을 구사한다. 또 사람들은 잘 모르지만 마이클은 상당히 낮은 저음도 구사할 수 있다. Off The Wall 앨범의 'Burn This Disco Out'을 들어봐라. 정말 나를 미치게 만든다. 마이클은 또 팝과 알앤비의 경계를 넘나든다. 생각해보자. 'Beat It'에서 당신은 에디 반 헤일런과 함께 락적인 느낌이 충만한 노래를 부르는 알앤비 가수를 볼 수 있다."라고 평가했다. 또 조성진 음악평론가는 "마이클 잭슨의 가장 큰 특징은 그가 흑인임에도 노래하는 성향은 지극히 백인적이라는 것이다. 흑인은 그들이 장기로 하는 R&B적 성향의 독특한 창법을 기반으로 노래해 누가 들어도 흑인이라는 걸 알 수 있다. 반면 마이클은 그 표현법이 R&B보다는 록의 창법에 더 가깝다. 보이스 자체가 이렇다 보니 그가 흑인임에도 우리 귀에는 백인에 더 가깝게 들리는 것이다. 또 흑인은 고음으로 올라갈 때 가성을 사용해 악절을 좀 더 부드럽게 연출하는 '흑인만의' 특징을 보인다. 하지만 마이클은 고음으로 올라가는 와중에도 가성을 사용하지 않는 편이다. 흑인으로서는 보기 드물게 어택이 강한 창법을 구사하는 것도 주목할 만하다. 저음에서 중음, 고음역대로 올라갈 때에도 소리가 한 치의 흔들림이 없다. 발음 또한 정확하다. 어택이 강하고 분명한 자기 표현력을 보이고 있음에도 소리를 구사할 땐 힘이 들어가지 않고 극히 자연스럽다. 융합하기 힘든 이러한 상반성을 완벽히 갖추고 있는 것도 마이클이 지닌 실로 '놀라운' 능력이다.. 스릴러는 그의 최전성기를 대변하는 작품이다. 이 당시의 그의 노래는, 마치 소리가 날이 시퍼렇게 서 살아있듯이 생생하게 꿈틀거리는 가운데 날카롭고 공격적이다. 창법에서 접할 수 있는 테크닉의 화려함이나 높은 수준도 감탄할 만하다. 20대 초반의 젊은 나이에 이만큼 출중한 기량과 음악성을 키웠다는 것은 일반인의 상식으론 상상이 안 될 정도다."라고 평가했다.

### 뮤직 비디오 및 안무
잭슨은 자신의 노래와 춤답게 뛰어난 뮤직 비디오도 선보였다. 복잡한 스토리 라인과 특유의 댄스 효과 등이 돋보인다. 'Thriller' 뮤직비디오는 지금까지 가장 성공적인 뮤직비디오로 선정돼 기네스북에 등재됐다. 그의 뮤직비디오 안무는 필리핀의 한 교도소에서 죄수들이 춤을 추며 패러디 하여 5400만이라는 조회수를 기록했다."Thriller" 만화 영화인 슈렉에도 응용됐다. 'Billie Jean'의 안무는 그가 존경하는 많은 댄서들의 안무를 응용하여 만들었으며, 'Beat it'은 맨 처음 잭슨이 소리를 지르며 장치를 통해 관중들 위로 올라와 봉을 잡고 위험한 동작을 연출하는 것으로 시작된다. 처음에는 독무로 후반부는 군무로 진행된다.'Thriller'는 HIStory World Tour부터는 마술을 활용했다. 'Human Nature'는 발라드로 공연마다 안무가 계속해서 바뀌었다. Dangerous World Tour 때부터는 한 여성팬을 추첨하여 무대 위로 올라오게 하여 잭슨과 껴안는 퍼포먼스를 보여준다.
마틴 스콜세지와 협력하여 만든 'Bad'의 뮤직비디오는 총 19분으로 그 이전에는 볼 수 없던 성적 이미지와 안무를 사용하기 시작했다. 'I Just Can’t Stop Lovin’ You' 에서는 잭슨은 때때로 여자의 신체 부위를 직접적으로 만지는 장면을 보여줬다. 또한 그는 자신의 가랑이를 잡는 특유의 행동을 보였는데 1993년 오프라 윈프리쇼에서 그런 행동은 무의식적으로 일어나는 것이며 계획된 것이 아니라고 말했다. 'Man in the Mirror'에서는 스핀 동작이 자주 활용됐다. 'Smooth criminal'의 뮤직비디오는 45도 각도로 기울어지는 춤을 선보이며 단편영화 'Moonwalk'에서도 제작돼 뛰어난 안무를 보여줬다. 'Leave Me Alone'은 그래미 어워드에서 최우수 단편 뮤직비디오 상을 수상했다. 그 외에도 여러 시상식에서 많은 상을 수상했다.
1991년 11월 14일 27개국에서 공개된 그의 싱글 'Black or White' 뮤직비디오는 후반부 성적인 이미지와 폭력적인 장면이 묘사되어 논란을 불러왔다. 12분 가량의 뮤직비디오인데 문제의 후반부 장면은 짤리게 됐고, 잭슨은 이에 대해 사과를 했다. 이 뮤직비디오에서 주목할 또 하나의 부분은 여러 사람들의 얼굴이 바뀌는 모핑 기법이 사용됐다. 안무로는 하얀 연기가 뿜어져 나오며 그 위에서 잭슨이 몸을 흔드는 것이 화제가 됐다. 'Black Or White' 뮤직비디오는 당시 27개국에 동시 방송되어 5억명 이상이 시청한 것으로 집계됐다. 'Remember the time'은 총 9분으로 이집트에서 촬영했으며 잭슨이 가루에서 사람으로 변하는 획기적인 시각적 효과를 사용하고 있다. 'In The Closet'은 잭슨의 뮤직비디오 중 가장 성적으로 도발적인 작품이다. 슈퍼 모델인 나오미 캠벨도 출연했다. Dangerous 음반의 첫 번째 트랙인 'Jam'은 잭슨의 공연에서 오프닝을 차지했으며 일명 '토스트 기법'으로 불리는 아래서 위로 갑작스레 튀어나오는 것은 잭슨의 트레이드 마크가 됐다.
1995년 'Scream'은 700만 달러를 투자하여 제작하였는데 이는 역사상 가장 많은 비용이 든 뮤직비디오이다. 이로 인해 기네스북에도 등재됐으며 그래미에서도 최우수 뮤직비디오로 수상을 한다. 또한 히스토리 월드 투어에서 그의 오프닝 곡이었다. 'Earth Song'은 환경 테마를 가진 최고의 뮤직비디오를 보여줬다. 또한, 투어에서는 탱크가 동원됐고 전쟁과 관련된 스토리 텔링을 응용해서 보여준다. 'Ghost'의 뮤직비디오는 총 38분으로 가장 긴 뮤직비디오로 기네스북 기록에도 등재됐다. 'They Don't Care About Us'는 교도소에서 촬영한 것과 브라질 빈민촌에서 촬영한 것 총 두가지의 뮤직비디오가 있다. 투어에서 안무는 군인들이 경례하는 것 같은 포즈를 보여준다. 'You are not alone'은 그의 전 아내인 리사 마리 프레슬리와 상의를 벗은 채 함께 등장한다.

## 한국과의 인연
1988년 대한민국의 특정 종교가 서울에서 마이클 잭슨의 공연을 열기 위해 잭슨의 가족들과 접촉했던 사실이 드러났다. 그 종교는 서울올림픽 주 경기장에서 4차례 공연을 갖는 조건으로 잭슨의 형제와 부모들에게 750만 달러를 지불하겠다는 조건을 걸었다. 형제들과 부모는 그 제안을 받아들였다. 그 제안에는 잭슨이 한국에서 한복을 입고 애국가와 한국어 노래를 몇 곡 부르는 것도 포함됐다. 잭슨은 공연을 하기 싫었지만 형제들과 부모의 끈질긴 회유 끝에 공연을 하기로 결심하고 계약서에 사인을 했다. 애국가와 한국 가요는 부르지 않는다는 조건이었다. 1988년 그는 한복을 입고 사진을 찍었고 그 사진은 현재 공개되어 인터넷 등에 많이 퍼져있다. 그런데 공연은 잭슨에게 지급해야 할 출연료 부족으로 무산되고 만다. 이 사실을 밝힌 그의 전기 작가 'J 랜디 타라보렐리'는 이로 인해 잭슨이 한국에 대해 특별한 감정이 생긴 것 같다며 분석했다. 실제로 잭슨의 마지막 세계투어를 했던 곳은 한국 서울과 독일 뮌헨이었다. 당시 일로 고소까지 했던 것이 80년대 한국 언론의 보도에 확인됐다.
1993년 한국에서 공연을 열기 위해 김영삼 정부에게 공연 허가 신청서를 냈지만 정부는 근검절약의 사회 분위기와 맞지 않다고 거절했다.
1996년 10월 11일 잭슨은 서울에서 첫 내한공연을 개최했다. 내한공연은 많은 진통을 겪었는데 보수 개신교 단체들이 중심으로 뭉쳐 시민단체들과 함께 '마이클 잭슨 내한공연반대 공동대책위원회'를 조직하여 마이클 잭슨의 공연을 반대하는 성명을 발표하고 대대적인 비난을 쏟자 자칫하면 취소될 뻔했다. 무산위기까지 갔으나 가까스로 공연이 성사됐다. 그러나, 반대 시위로 인해 공연은 청소년 관람 금지가 됐으며 시민단체들이 예매처를 봉쇄하여 표를 판매하지 못하는 상황에 처했다. 이로 인해 잭슨의 공연을 주관한 태원예능이 수작업으로 표를 판매했다. 잠실올림픽주경기장에서 열린 이 공연은 매진에는 실패했지만 총 좌석 수의 70%를 판매했으며 총 2회 동안 76,881명의 관중들을 동원했다. 또한 당시 공연 도중에는 마이클 잭슨이 크레인에 올라타 Earth Song을 부르는 도중 한 남성 팬이 난입하는 해프닝이 발생했다. 이에 마이클 잭슨은 자칫 크레인에서 떨어질 수 있는 남성을 끝까지 붙잡고 노래를 이어갔으며 크레인이 내려오자 남성은 경호원들에 의해 붙잡혔다. 붙잡힐 때까지 남성팬은 마이클 잭슨의 손을 끝까지 잡아당겼다.
1997년 동계 유니버시아드에서 무주 덕유산 리조트 티롤 호텔에 방문하여, 객실 501호에 머물렀다.  1998년 김대중 前 대통령 취임식 때, 그 뒤에 1999년 마이클 잭슨의 생전 마지막 해외 투어가 한국 서울에서 개최했다. 마이클 잭슨과 친구들이라는 이름으로 공연이 열렸고 이는 SBS에서 생중계됐다.
당시 SBS 인기 시트콤 《순풍산부인과》 에서 '미달이' 역으로 출연했던 배우 김성은이 공연 중 등장하여 꽃다발을 전해주었다. 잭슨은 공연 중 통일이 되면 반드시 또다시 와서 공연을 개최하겠다고 약속했지만 사망함으로 끝내 그 약속은 지키지 못했다.

## 음반 목록
- Got to Be There (1971)
- Ben (1972)
- Music & Me (1973)
- Forever, Michael (1975)
- Off the Wall (1979)
- Thriller (1982)
- Bad (1987)
- Dangerous (1991)
- HIStory: Past, Present and Future, Book I (1995)
- Blood on the Dance Floor: HIStory in the Mix (1997)
- Invincible (2001)
- Michael (2010)
- Immortal (2011)
- Bad 25 (2012)
- The Indispensable Collection (2013)
- Xscape (2014)

## 투어
- Bad World Tour (1987~1989)
- Dangerous World Tour (1992~1993)
- HIStory World Tour (1996~1997)
- Michael Jackson & Friends (1999)
- Michael Jackson 30th Anniversary Concert (2001)
- Here we stand (2001)
- Apollo live 2002 (2002)
- This Is It (2009~2010) (취소)

## 도서
- 1988년 - Moonwalk
- 1992년 - Dancing The Drime

## 같이 보기
- 대중음악의 별명 목록
- 가장 많은 음반을 판 음악가 목록
- 엘비스 프레슬리